# Pháp thuộc
Pháp thuộc là một giai đoạn trong lịch sử Việt Nam kéo dài 61 năm, bắt đầu từ 1884 khi Pháp ép triều đình Huế kí Hòa ước Giáp Thân cho đến 1945 khi Pháp mất quyền cai trị ở Đông Dương. Tuy nhiên, nhiều tài liệu khác cho rằng thời kỳ Pháp thuộc cần được tính từ năm 1867 (tức là kéo dài gần 80 năm), khi Nam Kỳ Lục tỉnh bị nhà Nguyễn cắt nhượng cho Pháp, trở thành lãnh thổ đầu tiên Pháp chiếm được trong quá trình Pháp xâm lược Đại Nam.
Trong thời kỳ này, Pháp thôn tính Việt Nam, Campuchia và Lào. Mất chủ quyền, Việt Nam bị chia cắt thành 3 xứ riêng biệt với ba cơ cấu hành chính riêng: xứ thuộc địa Nam Kỳ và hai xứ bảo hộ Bắc và Trung Kỳ. Cao Miên (Campuchia), Ai Lao cũng chịu sự cai trị của Pháp, và nhượng địa Quảng Châu Loan tiếp theo bị gom vào Liên bang Đông Dương.
Tháng 9 năm 1945, Pháp đem quân trở lại Việt Nam. Tuy người Pháp đã thừa nhận Việt Nam là nước tự do trong Liên bang Đông Dương thuộc Liên hiệp Pháp nhưng chiến tranh Đông Dương vẫn bùng nổ và Pháp đã thất bại sau 9 năm chiến tranh. Pháp buộc phải công nhận nền độc lập của Việt Nam (cũng như Lào và Campuchia), chính thức chấm dứt thời kỳ Pháp thuộc, đồng thời kéo theo sự sụp đổ hệ thống thuộc địa của Pháp và các nước thực dân khác trên khắp thế giới vào thập niên 1950 – 1960.

## Lịch sử

### Giai đoạn 1884 - trước Thế chiến I
Hòa ước Giáp Thân (1884), ký kết giữa nhà Nguyễn và Pháp, mở đầu thời Pháp thuộc hoàn toàn của Việt Nam.
Dù đã đầu hàng Pháp sau hòa ước này, nội bộ triều đình nhà Nguyễn vẫn phân hóa thành 2 phe rõ rệt – phe chủ chiến và phe chủ hòa. Phe chủ chiến kiên quyết không khuất phục thực dân Pháp, muốn giữ vững nền độc lập của đất nước. Còn phe chủ hòa sẵn sàng quy thuận và hợp tác với Pháp để tránh tiếp tục chiến tranh sau một thời gian dài xung đột với Pháp. Đứng đầu phe chủ chiến là đại thần Tôn Thất Thuyết, Thượng thư Bộ binh, nắm giữ quân đội trong tay và là nhân vật quan trọng nhất trong Hội đồng phụ chính.
Tôn Thất Thuyết huy động số quân còn lại ở các địa phương tập trung về Huế, bí mật tổ chức phản công. Biết được tình hình, ngày 27 tháng 6 năm 1885, tướng De Courcy (tổng chỉ huy Pháp vừa được cử sang) đem quân vào thẳng Huế nhằm loại trừ phe chủ chiến, dự định bắt Tôn Thất Thuyết. Biết trước âm mưu của Pháp, nên mặc dù việc chuẩn bị chưa thật đầy đủ, đêm ngày 5 tháng 7 năm 1884, Tôn Thất Thuyết vẫn nổ súng trước nhằm giành thế chủ động cho cuộc tấn công. Đến sáng, quân Pháp phản công, đánh chiếm thành Huế, đốt phá dinh thự, cướp bóc của cải và tàn sát nhiều người dân trên đường tiến quân. Do đó từ đấy về sau, hàng năm nhân dân Huế đã lấy ngày 23 tháng 5 Âm lịch làm ngày giỗ chung.
Không chỉ hàng ngàn người bị giết hại mà kinh thành Huế còn bị cướp đi phần lớn những tài sản quý báu nhất. Quân Pháp chiếm được một số lớn của cải mà triều đình chưa kịp chuyển đi, gồm 2,6 tấn vàng và 30 tấn bạc, trong số này chỉ có một phần rất nhỏ sau này được hoàn lại cho triều đình Huế. Còn lại, số 700.000 lạng bạc phải được 5 lính Pháp đóng hòm trong 5 ngày mới xong và chở về Pháp.
Linh mục Père Siefert, nhân chứng sự kiện này đã ghi lại: "Kho tàng trong hoàng cung đã mất đi gần 24 triệu quan vàng và bạc... Cuộc cướp cạn ấy kéo dài trong 2 tháng còn gây tai tiếng hơn cuộc cướp phá Cung điện Mùa Hè của Thanh Đế ở Bắc Kinh". Cũng theo Père Siefert, khi đối chiếu với bảng kiểm kê tài sản của hoàng gia, thì quân Pháp đã cướp "228 viên kim cương, 266 món nữ trang có nạm kim cương, hạt trai, hạt ngọc, 271 đồ bằng vàng trong cung của bà Từ Dũ. Tại các tôn miếu thờ các vua... thì hầu hết các thứ có thể mang đi... đều bị cướp" 
Quốc Sử quán triều Nguyễn ghi: riêng tại Phủ Nội vụ ở tầng dưới cất giữ 91.424 thỏi bạc đỉnh 10 lạng, 78.960 thỏi bạc đỉnh 1 lạng; tầng trên cất giữ khoảng 500 lạng vàng, khoảng 700.000 lạng bạc; kho gần cửa Thọ Chỉ cất giữ 898 lạng vàng, 3.400 lạng bạc. Toàn bộ số vàng bạc này đã bị Pháp chiếm. Tướng De Courcy, chỉ huy cuộc tấn công vào kinh đô Huế, ngày 24 tháng 7 năm 1885 đã gửi cho chính phủ Pháp một bức điện với nội dung sau: "Trị giá phỏng chừng các quý vật bằng vàng hay bằng bạc dấu kỹ trong các hầm kín là 9 triệu quan. Đã khám phá thêm nhiều ấn tín và kim sách đáng giá bạc triệu. Xúc tiến rất khó khăn việc tập trung những kho tàng mỹ thuật. Cần cử sang đây một chiếc tàu cùng nhiều nhân viên thành thạo để mang về mọi thứ cùng với kho tàng". Ngoài ra, trong quá trình quân Pháp truy đuổi Tôn Thất Thuyết từ tháng 7 năm 1885, đã thu giữ ở tỉnh Quảng Trị 34 hòm bạc chứa 36.557 tiền bạc và 6 hòm bạc chứa 196 thỏi bạc, mỗi thỏi 10 lạng và 18.696 tiền bạc.

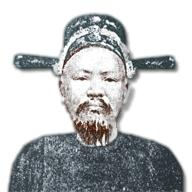
Phụ chính đại thần Tôn Thất Thuyết (1839 – 1913)

Sáng mùng 5 tháng 7, Tôn Thất Thuyết đã đưa vua Hàm Nghi rời kinh đô Huế chạy ra sơn phòng Tân Sở (Quảng Trị). Ngày 13 tháng 7 năm 1885, Tôn Thất Thuyết lấy danh nghĩa vua Hàm Nghi, đã hạ chiếu Cần Vương lần thứ nhất. Để tránh sự truy lùng gắt gao của quân Pháp, Tôn Thất Thuyết lại đưa Hàm Nghi vượt qua đất Lào đến sơn phòng Ấu Sơn (Hương Khê, Hà Tĩnh). Tại đây, Hàm Nghi lại xuống chiếu Cần Vương lần hai ngày 20 tháng 9 năm 1885. Hai tờ chiếu này tập trung tố cáo âm mưu xâm lược Việt Nam của thực dân Pháp, đồng thời kêu gọi sĩ phu, văn thân và nhân dân cả nước đứng lên kháng chiến giúp nhà vua bảo vệ quê hương đất nước.
Phong trào Cần Vương bùng nổ. Hưởng ứng chiếu Cần Vương, nhân dân Việt Nam dưới sự lãnh đạo của các sĩ phu, văn thân yêu nước, đã đứng lên chống Pháp:
- Nghĩa hội Quảng Nam của Nguyễn Duy Hiệu
- Khởi nghĩa Hương Khê (1885–1896) của Phan Đình Phùng, Cao Thắng ở Hương Khê, Hà Tĩnh.
- Khởi nghĩa của Nguyễn Xuân Ôn ở Nghệ An
- Khởi nghĩa Ba Đình (1886–1887) của Đinh Công Tráng, Phạm Bành ở Nga Sơn, Thanh Hóa.
- Khởi nghĩa của Mai Xuân Thưởng ở Bình Định.
- Khởi nghĩa của Lê Thành Phương ở Phú Yên (1885–1887).
- Khởi nghĩa Hùng Lĩnh (1886–1892) của Tống Duy Tân ở Bá Thước và Quảng Xương, Thanh Hóa.
- Khởi nghĩa Bãi Sậy (1883–1892) của Nguyễn Thiện Thuật ở Hưng Yên
- Phong trào kháng chiến ở Thái Bình – Nam Định của Tạ Hiện và Phạm Huy Quang.
- Khởi nghĩa Hưng Hóa của Nguyễn Quang Bích ở Phú Thọ và Yên Bái.
- Khởi nghĩa Thanh Sơn (1885–1892) của Đốc Ngữ (Nguyễn Đức Ngữ) ở Hòa Bình.
- Khởi nghĩa của Trịnh Phong ở Khánh Hòa (1885–1886).
- Khởi nghĩa của Lê Trực và Nguyễn Phạm Tuân ở Quảng Bình.
- Khởi nghĩa của Hoàng Đình Kinh ở vùng Lạng Sơn, Bắc Giang.
- Khởi nghĩa của Lê Trung Đình, Nguyễn Tự Tân ở Quảng Ngãi.
- Khởi nghĩa của Trương Đình Hội, Nguyễn Tự Như ở Quảng Trị.

Pháp gây sức ép buộc hoàng tộc nhà Nguyễn phải gửi thư khuyên Hàm Nghi và Tôn Thất Thuyết đầu hàng, song Tôn Thất Thuyết vẫn tuyên bố: "Về Huế là tự mình đưa chân vào cho ngục thất, mà người cầm chìa khóa là quân Pháp. Thừa nhận Hiệp ước 1884 là dâng nước Nam cho kẻ địch. Đành rằng hòa bình là quý, nhưng không lo khôi phục thì sẽ mang tiếng là bỏ giang sơn mà tiền triều dày công gây dựng, và còn có tội với hậu thế".
Đêm ngày 30 tháng 10 năm 1888, vua Hàm Nghi bị người Pháp bắt trong lúc mọi người đang ngủ say. Bắt được vua Hàm Nghi thực dân Pháp ra sức dụ dỗ thuyết phục, mua chuộc nhà vua trẻ cộng tác với chúng nhưng vua Hàm Nghi đã từ chối quyết liệt. Không mua chuộc được vua Hàm Nghi, thực dân Pháp quyết định đày vua Hàm Nghi tới Algeria, một thuộc địa của Pháp ở Bắc Phi. Quân Pháp cũng đưa Đồng Khánh lên ngôi. Đồng Khánh là một người ốm yếu lại hiền lành, không dám chống Pháp, người Pháp chèn ép thế nào cũng nghe theo nên rất được lòng người Pháp. Dưới danh nghĩa của Đồng Khánh, Pháp lập ra một triều đình mới có tính bù nhìn, Pháp chỉ giữ lại các quan lại có thái độ thần phục và hòa hoãn, không dám gây xích mích với người Pháp.
Tác giả Philippe Devillers , ghi nhận truyền thông tại Pháp, giai đoạn này, giới thiệu với dư luận Pháp, và dư luận thế giới, về các chính sách tại Việt Nam nói riêng, và Đông Dương nói chung, theo "sứ mệnh vừa giải phóng vừa khai hóa văn minh". Một khi đã hòa nhập vào Pháp thì không nước nào có lý do tách ra, vì độc lập sẽ khiến họ rơi vào tình trạng lạc hậu. Tuy nhiên, cũng theo Devillers, trong khuôn khổ của sứ mệnh giải phóng này, Pháp chưa bao giờ đặt ra vấn đề chế độ tự trị hoặc quyền tự quyết chính trị cho người Việt Nam.
Các cuộc khởi nghĩa chống Pháp vẫn tiếp tục. Tuy nhiên, phong trào Cần Vương suy yếu dần; từng cuộc khởi nghĩa lần lượt bị tiêu diệt. Từ cuối năm 1895 đầu 1896, khi khởi nghĩa Hương Khê của Phan Đình Phùng thất bại, phong trào Cần Vương coi như chấm dứt. Đến đây thì Pháp đã dập tắt những cuộc đấu tranh phản kháng của người Việt, chính thức bắt tay vào quá trình khai thác thuộc địa tại Việt Nam.

### Thế chiến thứ nhất

Lính Việt Nam tham chiến trong trận sông Marne lần thứ hai năm 1918.

Khi bước vào Chiến tranh thế giới thứ nhất, Pháp động viên hàng vạn thanh niên người Việt gia nhập quân đội rồi đưa họ sang tham chiến ở châu Âu, dẫn đến nhiều cuộc nổi loạn khắp Nam Kỳ. Có đến 50.000 binh lính và 50.000 lao công người Việt, bị cưỡng chế kéo khỏi những làng mạc, được đưa sang châu Âu chiến đấu cho Pháp trong chiến tranh. Họ phải chiến đấu tại những nơi xa xôi lạ lẫm, hàng ngàn lính người Việt đã chết trên biển vì tàu bị bắn chìm, hàng ngàn lính khác đã tử trận ở Somme và Picardy, gần bờ biển Bỉ và rất nhiều nữa hy sinh ở chiến trường Trung Đông đẫm máu. Hơn 30.000 người Việt Nam đã chết trong cuộc xung đột và 60.000 bị thương.
Nguyễn Ái Quốc đã châm biếm việc này như sau:
| “ | Trước năm 1914, họ (lính thuộc địa) chỉ là những tên da đen bẩn thỉu, những tên "Annamít" (từ của Pháp gọi người Việt mang ý miệt thị) bẩn thỉu, giỏi lắm thì cũng chỉ biết kéo xe tay và ăn đòn của các quan cai trị nhà ta. Ấy thế mà cuộc chiến tranh vui tươi vừa bùng nổ, thì lập tức họ biến thành những đứa "con yêu", những người "bạn hiền" của các quan cai trị phụ mẫu nhân hậu, thậm chí của cả các quan toàn quyền lớn, toàn quyền bé nữa. Nhưng họ đã phải trả bằng một giá khá đắt cho vinh dự đột ngột ấy, vì để bảo vệ cho cái công lý và tự do mà chính họ không được hưởng một tí nào, họ đã phải đột ngột xa lìa vợ con, rời bỏ mảnh ruộng hoặc đàn cừu của họ, để vượt đại dương, đi phơi thây trên các bãi chiến trường châu Âu. Trong lúc vượt biển, nhiều người bản xứ, sau khi được mời chứng kiến cảnh kỳ diệu của trò biểu diễn khoa học về phóng ngư lôi, đã được xuống tận đáy biển để bảo vệ tổ quốc của các loài thủy quái. Một số khác đã bỏ xác tại những miền hoang vu thơ mộng vùng Balkan, lúc chết còn tự hỏi phải chăng "nước mẹ" (Pháp) muốn chiếm ngôi nguyên phi trong cung cấm vua Thổ, chả thế sao lại đem nướng họ ở những miền xa xôi ấy?... Cuối cùng, ở hậu phương, những người làm kiệt sức trong các xưởng thuốc súng ghê tởm, tuy không phải hít hơi ngạt của bọn "bôsơ" (lính Đức), nhưng lại nhiễm phải những luồng khí độc đỏ ối của người Pháp; đằng nào cũng thế thôi, vì những kẻ khốn khổ ấy cũng đã khạc ra từng miếng phổi, chẳng khác gì đã hít phải hơi ngạt vậy. Tổng cộng có 700.000 người bản xứ đã đặt chân lên đất Pháp; và trong số ấy, 80.000 người không bao giờ còn trông thấy mặt trời trên quê hương đất nước mình nữa! | ” |

Nhiều binh sĩ người Việt tìm cách chống lại việc bắt lính của Pháp bằng việc bỏ trốn hoặc chống lệnh. Có các cuộc nổi dậy chống thực dân nhưng bị dập tắt. Tháng 5, năm 1916, vua Duy Tân, lúc đó 16 tuổi, xuất cung tham gia cuộc nổi dậy do Thái Phiên và Trần Cao Vân tổ chức. Người Pháp được mật báo kế hoạch nổi dậy nên đã bắt giam và xử chém những người lãnh đạo cuộc nổi dậy. Vua Duy Tân bị truất ngôi và bị đày ra đảo Réunion ở Ấn Độ Dương. 30 tháng 8 năm 1917, khởi nghĩa Thái Nguyên, do Đội Cấn dẫn đầu, khởi phát. Khoảng 120 lính cai ngục, hơn 200 tù nhân, 300 dân đã nổi dậy. Đến tháng 3 năm 1918, quân Pháp mới hoàn toàn khống chế cuộc khởi nghĩa này, với chiến thuật bắt giữ thân nhân của quân khởi nghĩa. Đội Cấn được cho là đã tự vẫn, một số người bị bắt bị kết án tử hình, những người khác bị kết án và đày ra Côn Đảo.
Người dân Việt Nam còn bị buộc phải chịu thêm nhiều sưu thuế nặng nề để tài trợ nỗ lực chiến tranh của Pháp. Việt Nam đã phải đóng góp 184 triệu đồng bạc dưới hình thức vay nợ và 336.000 tấn lương thực. Những gánh nặng này cùng những khó khăn gây ra bởi tai họa thiên nhiên đã tạo nên nạn đói từ năm 1914 đến 1917.
Tuy nhiên, đến ngay trước Chiến tranh thế giới thứ hai, Việt Nam cùng các nước còn lại trong Đông Dương, là một trong những khu vực xuất khẩu nhiều gạo và cao su nhất thế giới, mỗi năm 1.500.000 tấn gạo và 60.000 tấn cao su.

### Thế chiến thứ hai

#### Người Việt tham chiến tại Pháp

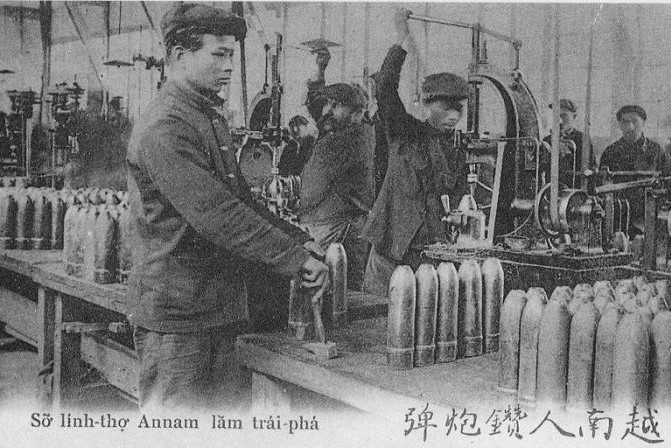
Lính thợ Việt Nam tại Pháp.

Năm 1939, khi Chiến tranh thế giới thứ hai nổ ra, Pháp cũng có kế hoạch huy động thanh niên người Việt đưa sang Pháp tham chiến. Pháp đã cưỡng bức khoảng 20.000 thanh niên Việt Nam sang Pháp nhằm thay thế công nhân trong các xưởng sản xuất vũ khí phải ra trận chống phát xít Đức.
Sau khi Pháp thất bại quá nhanh trong trận chiến nước Pháp, những người Việt này bị hiểu lầm là lính đánh thuê nên họ đã bị quân đội Đức Quốc xã hành hạ và bị các ông chủ Pháp bóc lột thậm tệ. Những lính thợ Việt đã phải sống một cuộc sống đày ải, bi thảm trên đất Pháp dưới sự thống trị của quân phát xít Đức. Những công binh Việt Nam không được trả lương bổng, mà còn bị kẹt tại Pháp trong 12 năm trời, không được về nước.

#### Đế quốc Nhật Bản tiến vào Đông Dương

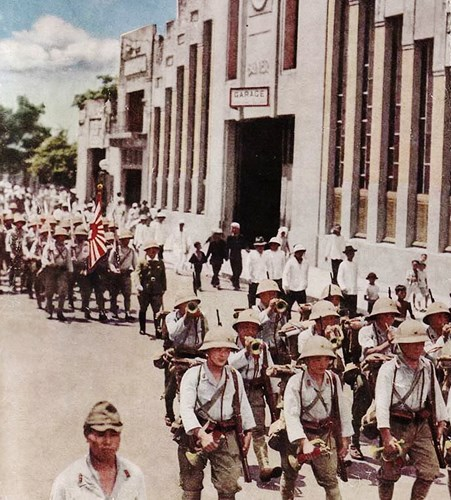
Binh lính Nhật Bản hành quân trên đường phố Sài Gòn.

Ngày 30 tháng 8 năm 1940 đại sứ Pháp tại Tokyo là Arsène Henry trước áp lực của Nhật Bản trong Chiến tranh thế giới thứ hai thỏa thuận cho lực lượng 6.000 quân đội của Đế quốc Nhật Bản tiến vào Đông Dương với điều kiện Nhật Bản phải tôn trọng chủ quyền của Pháp. Cuộc điều đình chưa kết thúc vì Nhật đòi tăng quân số lên 25.000 lính nhưng vì thấy Pháp cố trì hoãn, Nhật Bản đơn phương dưới sự chỉ huy của tướng Nakamura Akihito tiến quân từ Trung Hoa qua biên giới Bắc Kỳ ngày 22 Tháng Chín và chiếm lấy Lạng Sơn ngày 24 Tháng Chín. Hai bên giao tranh đến ngày hôm sau, chính phủ Pháp chính thức chấp nhận mọi yêu sách, việc chiếm đóng cùng giao quyền điều hành những căn cứ quân sự cho quân đội Nhật và ngược lại, hai bên sẽ ngừng chiến.
Năm 1941, khi chiến cuộc càng khốc liệt giữa phe Đồng minh và phe Trục, chính phủ Vichy mở thêm hải cảng Cam Ranh và Sài Gòn cho quân đội Nhật Bản sử dụng. Ngày 8 tháng 12 năm 1941, trong khi Đông Dương phải ký với Nhật một thỏa hiệp phòng thủ chung, thì tổ chức lưu vong Pháp quốc Tự do tuyên bố ở trong tình trạng chiến tranh với Nhật sau ngày Nhật tấn công vào Trân Châu Cảng, bác bỏ mọi nhượng bộ đã được ký kết với Nhật.
Ngày 8 tháng 12 năm 1943, Ủy ban Giải phóng Quốc gia Pháp (CFLN) công bố thông cáo về Đông Dương, nhắc lại tuyên bố vào 8 tháng 12 năm 1941, và ban hành quy chế mới, mở rộng quyền tự do của các nước trong Liên bang, người Đông Dương có thể giữ bất cứ chức vụ nào của Nhà nước, đồng thời cải cách chế độ hải quan và thuế khóa tự trị. Tuy nhiên, ở Đông Dương, Chính phủ Vichy của đô đốc Decoux vẫn giữ nguyên mọi cơ cấu cai trị của Pháp.
Tháng 8 năm 1944, Decoux công bố và thực thi một đạo luật bí mật ban cho ông những quyền hạn đặc biệt trong trường hợp mất liên lạc với chính phủ Vichy tại Pháp. Ngày 30 tháng 8 năm 1944, ông gửi một bức điện cho chính phủ Vichy với nội dung khuyến cáo tránh các hành động chống Nhật tại Đông Dương.
Ngày 9 tháng 3 năm 1945, Nhật lật đổ Pháp trên toàn bộ Đông Dương vì nhận thấy quân đội Đông Dương thuộc Pháp đang chuẩn bị chống Nhật sau khi Đồng Minh đổ bộ vào Đông Dương. Ngày 9 tháng 3 năm 1945, tại Sài Gòn, đại sứ Nhật Matsumoto trao cho Đô đốc Decoux một tối hậu thư, đòi đặt quân đội Pháp dưới quyền của một bộ chỉ huy hỗn hợp Nhật - Pháp, để thực hiện thỏa thuận phòng thủ chung ngày 8 tháng 12 năm 1941. Decoux đã khước từ. Trong vòng 48 giờ, từ Đô đốc Decoux đến những viên chức Pháp thấp nhất đều bị tước quyền hành và bỏ tù hoặc bị tập trung lại. Nhật thay Pháp điều hành hành chính Việt Nam, và Đông Dương, từ ngày 10 tháng 3 năm 1945.

## Chính trị

### Tổ chức chính quyền
Trước năm 1887, Bắc Kỳ - Trung Kỳ là xứ bảo hộ còn Nam Kỳ là thuộc địa của Pháp. Năm 1887, theo đề nghị của Bộ Hải quân và Thuộc địa và Bộ Ngoại giao, Tổng thống Cộng hòa Pháp thành lập Liên bang Đông Dương, đứng đầu là Toàn quyền Đông Dương do Tổng thống Pháp bổ nhiệm. Toàn quyền Đông Dương "là người được ủy nhiệm thi hành quyền lực của nước Cộng hoà Pháp tại Đông Dương" chỉ đạo các viên chức đứng đầu 3 kỳ tại Việt Nam, Lào, Cao Miên thuộc Liên bang Đông Dương. Hệ thống chính quyền ở Việt Nam được phân thành 3 kì độc lập: Bắc Kì, Trung Kì và Nam Kì. Đứng đầu hệ thống chính quyền Bắc Kì là Thống sứ Bắc Kì; Trung Kì là Khâm sứ Trung Kì; Nam Kì là Thống đốc Nam Kì.
Có các cơ quan chuyên môn thực hiện chức năng quản lý nhà nước ở các lĩnh vực khác nhau như: Nha Nông - Lâm và Thương mại Đông Dương, Nha Địa lí Đông Dương, Tổng Thanh tra Công chính Đông Dương, Nha Tiếp tế và Vận tải biển Đông Dương, Nha Tài chính Đông Dương, Nha Kiểm tra tài chính Đông Dương, Nha Thuế quan và Độc quyền Đông Dương, Nha Trước bạ, Tài sản và Tem Đông Dương, Nha Lưu trữ và Thư viện Đông Dương, Tổng Thanh tra vệ sinh và Y tế công cộng Đông Dương, Ban Chỉ đạo hạm đội Đông Dương, Nha Học chính Đông Dương, Ngân khố Đông Dương... Ngoài ra còn có các tổ chức tư vấn như: Hội đồng Tối cao Đông Dương (1887), Hội đồng Phòng thủ Đông Dương (1902), Ủy ban tư vấn về mỏ (1913), Hội đồng tư vấn học chính Đông Dương (1917), Ban chỉ đạo kinh tế (1911)...

#### Bắc Kì - Trung Kì

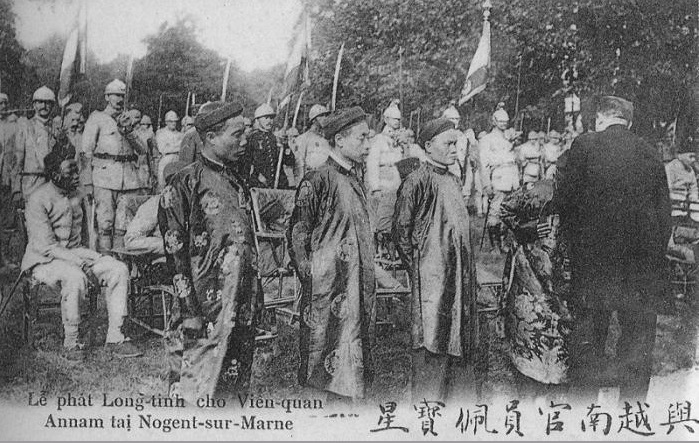
Lễ phát huân chương cho quan lại Việt Nam.

Năm 1867, người Pháp thiết lập chính quyền bảo hộ tại Trung Kì và Bắc Kì. Tại thời điểm này Pháp bổ nhiệm chức Đại biện đóng tại Huế, phái viên ngoại giao do Chính phủ Pháp đặt ra, được xếp bậc ngang với Thượng thư triều đình nhà Nguyễn (điều 20, Hiệp ước năm 1874).
Năm 1883, Chính phủ Pháp đặt chức Tổng ủy viên Cộng hòa Pháp là người đại điện Chính quyền Pháp tại Trung Kì và Bắc Kì, đóng tại Bắc Kì. Sau đó một năm, Chính phủ Pháp đặt ra chức "Tổng trú sứ Trung - Bắc Kì" đứng đầu Chính quyền Bảo hộ, trực thuộc Bộ Ngoại giao và được bổ nhiệm theo Sắc lệnh của Tổng thống Cộng hòa Pháp, đóng tại Huế, là người thay mặt Chính phủ Pháp bên cạnh triều đình Huế để thực hiện nền "bảo hộ" tại Trung - Bắc Kì, thay cho Tổng ủy viên Cộng hòa Pháp (điều 5, Hiệp ước năm 1884). Dưới quyền Tổng Trú sứ là Thống sứ Bắc Kì và Khâm sứ Trung Kì có thẩm quyền do Tổng Trú sứ quy định.
Trên thực tế, Khâm sứ Pháp có quyền hành rất lớn, có quyền can dự cả vào việc lập vua mới của triều đình Huế. Sau khi vua Kiến Phúc mất tháng 7/1884, triều đình tôn Hàm Nghi lên ngôi. Khâm sứ Pierre Paul Rheinart thấy Nguyễn Văn Tường và Tôn Thất Thuyết tự lập vua, không hỏi ý kiến đúng như đã giao kết nên gửi quân vào Huế bắt Triều đình nhà Nguyễn phải xin phép. Rheinart gửi công hàm cho triều đình Huế, nói rằng: 
| “ | "Nam triều có lập ai lên làm vua, thì phải xin phép nước Pháp mới được". | ” |

Ở Bắc Kì, theo Hiệp ước năm 1883, đứng đầu Hà Nội, Hải Phòng và các tỉnh lớn là Công sứ Pháp. Dưới quyền Công sứ có các viên chức người Pháp đứng đầu các tỉnh nhỏ. Công sứ người Pháp chỉ kiểm soát các quan lại người bản xứ cấp tỉnh mà không trực tiếp cai trị và có quyền thuyên chuyển quan chức người Việt đi nơi khác. Công sứ chịu trách nhiệm xét xử các vụ án dân sự, thương mại và án tiểu hình xảy ra giữa người nước ngoài với nhau hoặc giữa người Việt và người nước ngoài. Công sứ còn phụ trách và kiểm soát việc thu thuế và sử dụng tiền thu thuế với sự hỗ trợ của Bố chánh người Việt.
Đối với các tỉnh Trung Kì, chức Công sứ được lập từ năm 1885. Chức năng của Công sứ các tỉnh Trung Kì chưa được quy định cụ thể như đối với Bắc Kì nhưng theo Hiệp ước năm 1883 Công sứ Pháp là người nắm giữ các vấn đề về thương chính và công chính còn quan chức cấp tỉnh người Việt vẫn tiếp tục cai trị như trước mà không phải chịu một sự kiểm soát nào của nước Pháp.
Ở các tỉnh Bắc và Trung Kì vẫn tồn tại chính quyền bản xứ do người Việt quản lí. Đứng đầu cấp tỉnh là Tổng đốc hoặc Tuần phủ. Phụ tá cho Tổng đốc và Tuần phủ là Bố chánh và Án sát. Mỗi tỉnh được chia thành các phủ, huyện hoặc châu, đứng đầu là Tri phủ, Tri huyện hoặc Tri châu.
Sau khi thành lập Liên bang Đông Dương, Pháp bãi bỏ chức Tổng Trú sứ Trung - Bắc Kì. Bắc Kì và Trung Kì có lãnh đạo riêng. Thống sứ Bắc Kì chịu trách nhiệm trước Toàn quyền Đông Dương là người đứng đầu hệ thống hành chính của Pháp và An Nam tại Bắc Kì. Phụ tá cho Thống sứ Bắc Kì là các tổ chức như Phủ Thống sứ Bắc Kì, Hội đồng Bảo hộ Bắc Kì, Hội đồng Hoàn thiện giáo dục Bắc Kì, Các Phòng Thương mại, Phòng Canh nông Bắc Kì, Ủy ban tư vấn kì hào bản xứ, Hội đồng lợi ích kinh tế và tài chính của người Pháp ở Bắc Kì và các Sở chuyên môn.
Đứng đầu hệ thống hành chính cấp tỉnh ở Bắc Kì là Công sứ hoặc Phó Công sứ người Pháp thuộc quyền lãnh đạo trực tiếp của Thống sứ Bắc Kì, chịu trách nhiệm trên địa bàn mình phụ trách và báo cáo với Thống sứ Bắc Kì. Các tỉnh quan trọng có cả hai chức vụ trên. Ở mỗi tỉnh Bắc Kì có một Tòa Công sứ, Hội đồng hàng tỉnh và một số sở chuyên môn. Đứng đầu Hà Nội và Hải Phòng là Đốc lí do Toàn quyền Đông Dương bổ nhiệm có quyền hạn tương đương Công sứ chủ tỉnh. Phụ tá cho Đốc lí là Hội đồng thành phố và một số sở chuyên môn. Đứng đầu thành phố nhỏ hơn là viên Công sứ - Đốc lí, bên cạnh đó có Ủy ban thành phố do Công sứ - Đốc lí làm Chủ tịch.
Bên cạnh bộ máy hành chính người Pháp cũng xây dựng hệ thống quân sự tại Bắc Kì. Năm 1888, người Pháp chia địa bàn miền Bắc thành 14 Quân khu. Mỗi Quân khu được chia thành các tiểu quân khu gồm các đồn binh. Đến năm 1891, Toàn quyền Đông Dương bãi bỏ các Quân khu để thiết lập các đạo quan binh đứng đầu là viên Tư lệnh có quyền quân sự và dân sự. Về quân sự, Tư lệnh độc lập chỉ huy và tổ chức mọi cuộc hành quân trên địa bàn và chịu sự chỉ đạo tối cao của Tổng Tư lệnh lực lượng quân đội viễn chính Pháp tại Đông Dương. Về dân sự, Tư lệnh chịu sự chỉ đạo tối cao trực tiếp của Toàn quyền Đông Dương. Mỗi đạo quan binh được chia thành các Tiểu quân khu, đứng đầu là viên sĩ quan có quyền hành như Công sứ, chịu sự chỉ đạo trực tiếp của Tư lệnh đạo quan binh. Đến năm 1908, Toàn quyền Đông Dương cải tổ đạo quan binh. Theo đó, đạo quan binh được tổ chức ngang với cấp tỉnh, đứng đầu là Tư lệnh có quyền hành chính, tư pháp ngang với Công sứ và chịu sự chỉ đạo trực tiếp của Thống sứ Bắc Kì. Về quân sự, Tư lệnh đạo quan binh chịu sự chỉ đạo trực tiếp của Tổng Tư lệnh lực lượng quân đội viễn chính Pháp tại Đông Dương. Mỗi đạo quan binh có một số Đại lí. Mỗi đạo quan binh cũng có Hội đồng hàng tỉnh như bên dân sự.
Toà Khâm sứ Trung Kì thiết lập năm 1886 là cơ quan chỉ đạo về mọi mặt hoạt động của chính quyền địa phương ở Trung Kì. Phụ tá cho Khâm sứ Trung Kì có các tổ chức như: Hội đồng Bảo hộ, Phòng Tư vấn liên hiệp thương mại canh nông Trung Kì, Hội đồng hoàn thiện giáo dục bản xứ Trung Kì, Hội đồng lợi ích kinh tế và tài chính của người Pháp ở Trung Kì; Ủy ban khai thác thuộc địa Trung Kì.
Tại mỗi tỉnh Trung Kì có Công sứ người Pháp để nắm bắt các vấn đề về thương chính và công chính trong tỉnh. Đối với tỉnh quan trọng hoặc địa bàn rộng có thêm chức Phó Công sứ và đặt thêm một trung tâm hành chính hoặc Sở Đại lí. Ở mỗi tỉnh có một Tòa Công sứ và Hội đồng hàng tỉnh phụ tá cho Công sứ. Đứng đầu thành phố Đà Nẵng là Đốc lí. Phụ tá cho Đốc lí có Ủy ban thành phố. Đứng đầu các thành phố nhỏ hơn là viên Công sứ - Đốc lí, bên cạnh đó là Ủy ban thành phố do Công sứ - Đốc lí làm Chủ tịch.
Tại Bắc Kì và Trung Kì, người Pháp thực hiện chính sách "cải lương hương chính" để can thiệp vào tổ chức quản lí cấp xã nhằm xóa bỏ sự tự trị và dân chủ kéo dài hàng ngàn năm của cộng đồng làng xã ở Việt Nam và thay thế tầng lớp Nho sĩ lãnh đạo làng xã, được dân chúng bầu chọn nhờ đạo đức và học vấn, bằng tầng lớp địa chủ có thế lực, địa vị nhờ tài sản. Bằng những cải cách hệ thống chính quyền làng xã, người Pháp muốn kiểm soát dân chúng chặt chẽ hơn, ngăn ngừa những cuộc nổi loạn do giới Nho sĩ lãnh đạo và tạo ra một tầng lớp lãnh đạo địa phương dễ sai bảo. Tổ chức hành chính cấp xã dưới thời Pháp thuộc phải chịu sự giám sát và kiểm soát của chính quyền cấp tỉnh về nhân sự cũng như mọi hoạt động của xã. Lý trưởng, xã trưởng là người trung gian giữa dân chúng trong làng, xã và chính quyền cấp tỉnh. Bên cạnh Lý trưởng còn có các tổ chức như Hội đồng kì mục, Hội đồng Tộc biểu, Hội đồng Đại Kì mục và các ủy ban thường trực. Những cải cách của người Pháp dẫn đến tệ mua quan bán chức ở địa phương và nạn tham nhũng, cường hào ác bá phát triển không kiểm soát được. Đây cũng là một trong những nguyên nhân dẫn đến tình trạng vô tổ chức và tan rã của xã hội Việt Nam mà Ngô Đình Nhu từng đề cập đến.

#### Tây Nguyên
Pháp xem Tây Nguyên là một phần lãnh thổ Việt Nam, kế thừa từ các tuyên bố của nhà Nguyễn, vốn coi Tây Nguyên là vùng đất lệ thuộc. Từ lúc bắt đầu thời kỳ Pháp thuộc đến năm 1898, cấu trúc hành chính do nhà Nguyễn thiết lập tại Tây Nguyên, cụ thể là các đơn vị sơn phòng do vua Tự Đức lập từ năm 1863, được Pháp giữ nguyên.
Năm 1888, một người Pháp gốc đảo Corse tên là Mayréna sang Đông Dương, chọn Dakto làm vùng đất cát cứ và lần lượt chinh phục được các bộ lạc thiểu số. Ông thành lập Vương quốc Sedang có Quốc kỳ và phát hành giấy bạc, có cấp chức riêng và tự mình lập làm vua xưng là Marie đệ Nhất. Nhận thấy được vị trí quan trọng của vùng đất Tây Nguyên, nhân cơ hội Mayréna về châu Âu vận động xin viện trợ từ các cường quốc Tây phương, chính phủ Pháp đã đưa công sứ Quy Nhơn F. Guiomar (1889 - 1890) lên tiếp thu. Mayréna trên đường trở lại Đông Dương khi quá cảnh Tân Gia Ba thì bị nhà chức trách giữ lại. Chính phủ Pháp cũng ra lệnh cấm Mayréna nhập cảnh. Mayréna mất không lâu sau đó ở Mã Lai. Vùng Tây Nguyên kể từ năm 1889 được đặt dưới quyền quản lý của Công sứ Quy Nhơn và vương quốc Sedang cũng bị giải tán.
Năm 1893, bác sĩ Alexandre Yersin mở cuộc thám hiểm và phát hiện ra Cao nguyên Lang Biang.
Ngày 16 tháng 10 năm 1898, Khâm sứ Trung Kỳ là Léon Jules Pol Boulloche (1898 - 1900) đề nghị Cơ mật Viện triều Nguyễn giao cho Pháp trực tiếp phụ trách an ninh tại các cao nguyên Trung Kỳ. Năm 1898, khi vương quốc Sedang bị giải tán thì ngay năm sau (tức 1899), thực dân Pháp buộc vua Đồng Khánh ban dụ ngày 16 Tháng 10 trao cho họ Tây Nguyên để họ có toàn quyền tổ chức hành chính và trực tiếp cai trị các dân tộc thiểu số ở đây. Triều đình Huế chỉ giữ việc bổ nhiệm một viên quan Quản đạo có tính cách tượng trưng. Năm 1900, Toàn quyền Paul Doumer đích thân thị sát Đà Lạt và quyết định chọn Đà Lạt làm thành phố nghỉ mát, bắt đầu sự can thiệp trực tiếp trên cao nguyên.
Về mặt hành chánh năm 1901 người Pháp đặt sở Đại lý ở Trà Mi, tỉnh Quảng Ngãi để quản lý toàn vùng sơn cước bốn tỉnh Quảng Nam, Quảng Ngãi, Bình Định và Phú Yên. Tuy đây chưa phải là đất Cao nguyên nhưng được dùng làm cơ sở tiếp quản dần, tách rời vùng mạn ngược với miền xuôi.
Năm 1907, tòa Đại lý ở Kontum đổi thành tòa Công sứ Kontum, cùng với việc thành lập các trung tâm hành chính Kontum và Cheo Reo với viên Công sứ Kontum đầu tiên là Guenot. Tiếp theo là tỉnh lỵ Pleiku ra đời, công sứ Pháp đầu tiên là Leon Plantié. Thực dân người Pháp bắt đầu lên đây xây dựng các đồn điền đồng thời cũng ngăn cấm người Việt lên theo, trừ số phu họ mộ được. Năm 1917, thị xã Đà Lạt được thành lập với viên Thị trưởng lúc đó là Cunhac (1916 - 1920).
Năm 1923 thành lập tỉnh Darlac dưới quyền công sứ Pháp Sabatier.
Sau Chiến tranh thế giới thứ hai, người Pháp áp dụng chính sách "chia để trị" triệt để khi thấy tình thế ngày càng bất lợi cho chế độ thực dân. Ngày 27 tháng 5 năm 1946, Cao ủy Đông Dương Georges d'Argenlieu ký văn bản thành lập Xứ Thượng Nam Đông Dương (tiếng Pháp: Pays Montagnards Du Sud Indochinois, PMSI) với quyền tự trị cho sắc dân Thượng cách biệt khỏi quyền quản lý của người Kinh ở miền xuôi.

#### Nam Kỳ

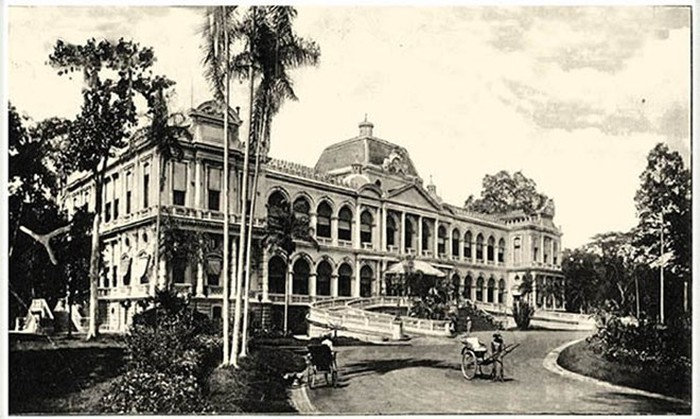
Dinh Toàn quyền Đông Dương tại Sài Gòn

Theo Hiệp ước năm 1862, ba tỉnh miền Đông Nam Kì trở thành thuộc địa trực thuộc Bộ Hải quân và Thuộc địa do một viên Đô đốc chịu trách nhiệm cả về dân sự và quân sự. Đến năm 1879, đứng đầu Nam Kỳ là Thống đốc. Dưới Thống đốc Nam Kì là: Tổng Biện lí chịu trách nhiệm về mặt pháp chế; Chánh chủ trì chịu trách nhiệm về vấn đề tài chính và Giám đốc Nha Nội chính.
Nha Nội chính gồm Ban Tổng Thư kí, Ban Hành chính và Hoà giải, Ban Canh nông -Thương mại. Dưới quyền Giám đốc Nha Nội chính là các Tham biện chịu trách nhiệm chỉ đạo đội lính cơ trong khu vực quản lí.
Thời kì này, Nam Kì được chia thành bốn khu vực hành chính là Sài Gòn, Mỹ Tho, Vĩnh Long và Bát Xác. Mỗi khu vực hành chính được chia thành các tiểu khu hành chính (đến năm 1900 được gọi là tỉnh) gồm các tổng. Đứng đầu tiểu khu hành chính là viên quan người Pháp ngạch quan cai trị. Mỗi tiểu khu được chia thành một số đơn vị là Trung tâm hành chính, đứng đầu là quan chức người Việt với chức danh là Đốc phủ sứ, Tri phủ hoặc Tri huyện tương đương cấp phủ, huyện ở Bắc và Trung Kì. Mỗi tiểu khu hành chính được chia thành các tổng gồm nhiều xã. Chánh, Phó chánh tổng do các viên thanh tra chỉ định được xếp ngạch nhân viên hành chính. Đứng đầu cấp xã là xã trưởng và phó lí.
Thành phố Sài Gòn được thành lập năm 1877. Thành phố Chợ Lớn được thành lập năm 1879. Đứng đầu thành phố là Đốc lí tương đương quan chủ tỉnh. Ngoài ra còn có Hội đồng thành phố có chức năng thảo luận, biểu quyết, quyết định những vấn đề của thành phố; góp ý về những vấn đề mà cấp trên yêu cầu và đề đạt mọi nguyện vọng liên quan đến lợi ích của thành phố lên cấp trên.
Bên cạnh hệ thống hành chính còn có các hội đồng phụ tá như: Hội đồng tư mật, Hội đồng thuộc địa Nam Kì, Hội đồng tiểu khu, Hội đồng hàng tỉnh.
Sau khi thành lập Liên bang Đông Dương, Thống đốc Nam Kì làm việc tại Tòa Thống đốc Nam Kì chịu sự chỉ đạo trực tiếp của Toàn quyền Đông Dương tương đương với Thống sứ Bắc Kì và Khâm sứ Trung Kì. Chức vụ Giám đốc Nha Nội chính bị xóa bỏ. Bên cạnh Thống đốc Nam Kì có các tổ chức phụ tá Hội đồng Tư mật, Hội đồng thuộc địa, Phòng Thương mại Nam Kì, Phòng Canh nông Nam Kì, Hội đồng Học chính Nam Kì, Ủy ban khai thác thuộc địa Nam Kì...
Nam Kì được chia thành 20 tỉnh và 2 thành phố lớn là Sài Gòn và Chợ Lớn. Đứng đầu Sài Gòn và Chợ Lớn là Đốc lí và Phó Đốc lí. Đứng đầu tỉnh là viên chức người Pháp. Mỗi tỉnh có một Sở Tham biện, Hội đồng hàng tỉnh phụ tá cho chủ tỉnh. Ở Nam Kì không tồn tại hệ thống chính quyền cấp tỉnh của người Việt do đó người Pháp quản lí và điều hành trực tiếp bộ máy hành chính. Tại một số tỉnh, có các trung tâm hành chính hoặc Sở Đại lí.
Tại Nam Kỳ, người Pháp cũng cải cách hệ thống chính quyền cấp làng xã nhằm xóa bỏ sự tự trị và dân chủ ở cấp làng xã. Đứng đầu mỗi làng là Lí trưởng, đứng đầu xã là Xã trưởng. Bên cạnh Lý trưởng còn có các tổ chức như Hội đồng kì mục, Hội đồng Tộc biểu, Hội đồng Đại Kì mục và các ủy ban thường trực. Mục tiêu của người Pháp ở Nam Kỳ cũng tương tự như Bắc Kỳ và Trung Kỳ là muốn kiểm soát dân chúng chặt chẽ hơn, ngăn ngừa những cuộc nổi loạn do giới Nho sĩ lãnh đạo và tạo ra một tầng lớp lãnh đạo địa phương dễ sai bảo nhưng đồng thời người Pháp cũng tạo ra tình trạng tham nhũng, mua quan bán chức ở các địa phương.

### Các khuynh hướng chính trị
Năm 1927, những người Việt theo chủ nghĩa dân tộc, dẫn đầu bởi Nguyễn Thái Học, thành lập Việt Nam Quốc dân Đảng (giống Trung Hoa Quốc dân Đảng) với mục tiêu "Làm một cuộc cách mạng quốc gia, dùng võ lực đánh đổ chế độ thực dân phong kiến, để lập nên một nước Việt Nam Độc lập Cộng hòa. Đồng thời giúp đỡ các dân tộc bị áp bức trong công cuộc tranh đấu giành độc lập của họ, đặc biệt là các nước lân cận: Ai Lao, Cao Miên.". Đến năm 1930, sau khi cuộc khởi nghĩa Yên Bái thất bại, Việt Nam Quốc dân Đảng bị suy yếu nghiêm trọng, một số lãnh đạo chủ chốt của nó phải lưu vong sang Trung Quốc. Nguyễn Thái Học bị bắt và lên máy chém ngày 12 tháng 6 năm 1931.
Năm 1930, những người Việt theo chủ nghĩa Marx-Lenin, dẫn đầu bởi Nguyễn Ái Quốc, thành lập Đảng Cộng sản Đông Dương. Đảng Cộng sản Đông Dương mau chóng trở thành mục tiêu tiêu diệt của Pháp khi bùng nổ cao trào cách mạng năm 1930-1931 mặc dù tổ chức của họ thân thiện với Mặt trận Bình dân cánh tả trong chính quyền Pháp. Nguyễn Ái Quốc bị người Anh bắt tại Hồng Kông ngày 6 tháng 6 năm 1931, và bí mật rời khỏi Hồng Kông trong năm 1933 trước khi bị coi là đã chết năm 1934. Người Pháp không ngừng tuyên truyền Đảng Cộng sản Đông Dương là tay sai của Quốc tế Cộng sản đang tìm cách nổi dậy chống lại Pháp và làm suy yếu phương Tây.
Tại Việt Nam, một thời, từ thập niên 1930 cụm từ "chủ nghĩa quốc gia" hay được dùng. Trong thời Pháp thuộc, một số nhóm theo chủ nghĩa này ủng hộ chế độ bảo hộ của Pháp tại Đông Dương, ủng hộ chủ nghĩa quốc gia ở Pháp (chỉ các nhóm chính trị cánh hữu hay cực hữu ở Pháp). Có nhóm năm 1939 khi cánh hữu thắng cử ở Pháp, đã kêu gọi "từ giã hết chủ nghĩa xã hội, quốc tế, cộng sản xét ra không có lợi gì cho tiền đồ Tổ quốc đi, để quay đầu về phụng sự chủ nghĩa quốc gia", họ cho là các lý tưởng kia "không lấy thực nghiệm ra mà suy xét, chỉ chạy theo lý tưởng suông" và xem một số nước "đem ra thực hành đều thất bại cả", họ kêu gọi "trông cậy vào sự chỉ đạo của nước Pháp bảo hộ,... yêu cầu nước Pháp gây dựng cho nước ta một quốc gia, có chính phủ chịu trách nhiệm các việc nội trị trước một Dân viện có quyền lập pháp". Tức đòi quyền tự trị chứ không phải độc lập.
Họ bác bỏ quan điểm của "bọn thanh niên... cứ nhứt định theo đòi văn minh Âu - Mỹ mà thôi", và kêu gọi "khôi phục quốc quyền, chấn hưng quốc thể", bác bỏ "tư tưởng và óc đảng phái đã làm cho quốc dân Việt Nam tam phân ngũ liệt", và "đòi tự trị", "quân chủ lập hiến". Họ bác bỏ "thuyết xã hội, thuyết quốc tế cùng đảng viên tả phái đi cổ động tự do", cho đó là "trái với tinh thần "trung quân ái quốc" của dân chúng, trái với luân lý Phật đà, Khổng Tử, khác với chủ nghĩa quốc gia cái rễ từ đời Trưng Nữ vương đuổi Tô Định, Triệu Ấu đuổi quân Ngô", kêu gọi "chỉ có ai là thức thời, có lòng yêu nước trung vua vốn sẵn, chỉ dựa vào cái chủ nghĩa "Pháp Nam hợp tác", "Pháp Việt đề huề", học đòi người quý quốc, làm cho nước được mạnh, dân được giàu lên đã".
Theo báo Tràng An những người này chủ trương "Nếu chúng ta mong có ngày kia, nước Pháp sẽ theo hòa ước 6 juin 1884, thi hành triệt để giao giả về quốc quyền cho chúng ta tự trị lấy việc nước nhà ta, thì trước hết chúng ta cũng phải bắt chước người Pháp đồng tâm hiệp lực lại, trên dưới một lòng, quân dân một dạ, cử quốc hiệp nhất, khiến cho nước Pháp kính nể, nước Pháp tin cẩn mới được". Một số chính trị gia theo chiều hướng này tiêu biểu như Bùi Quang Chiêu, Phạm Quỳnh...nhưng đường lối cụ thể không giống nhau. Họ chống lại Mặt trận Bình dân (cánh tả) ở Pháp. Phạm Quỳnh, Ngô Đình Khôi... tiêu biểu cho khuynh hướng bảo hộ Pháp, quân chủ kèm dân quyền, sau có hướng thân Nhật, là nhóm "quốc gia" nhất, Bùi Quang Chiêu có hướng tự do, và lập hiến kiểu dân chủ tư sản, sau ngả xu hướng xã hội cấp tiến, pha trộn chủ nghĩa tự do và xã hội, gần đường lối Gandhi nhưng ủng hộ bảo hộ Pháp, một thời gian ngắn liên kết với nhóm ủng hộ thợ thuyền cộng sản và xã hội. Hồ Văn Ngà thì dựa vào Nhật ủng hộ độc lập. Ngoài ra còn có "Quốc gia Xã hội" (gọi tắt là Quốc xã) như nhóm Đại Việt của Trần Trọng Kim,... Pháp thời gian đó cũng có Đảng Quốc gia Xã hội Pháp, có chi nhánh tại Đông Dương.

### Các phong trào chống Pháp

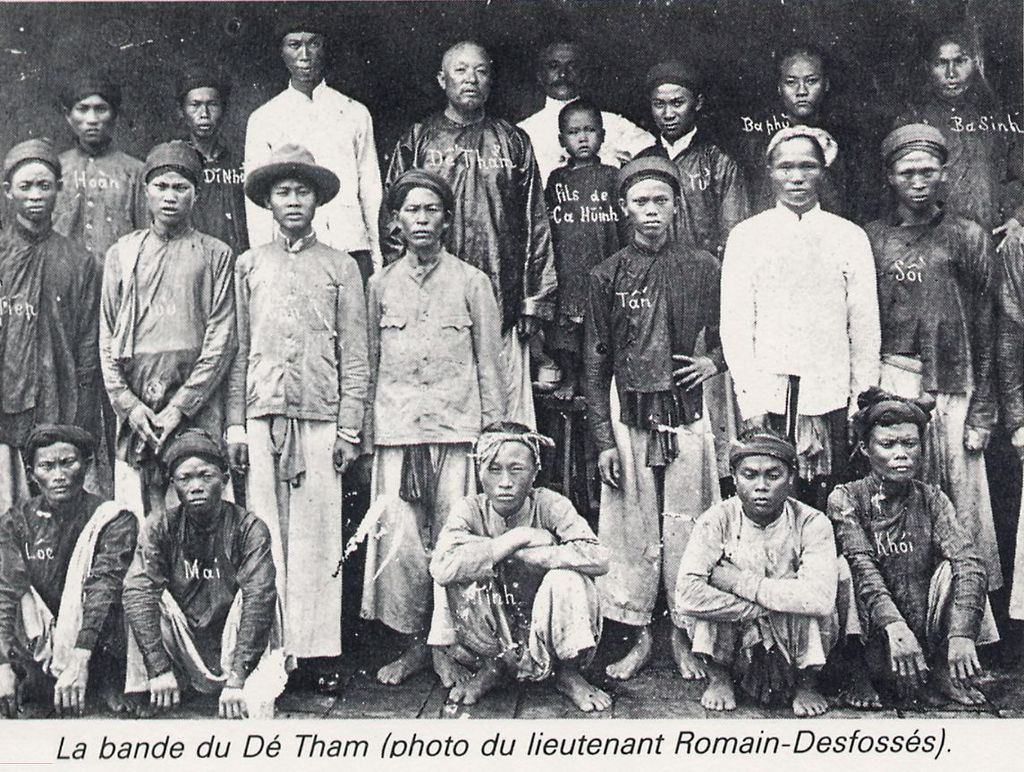
Nhóm nghĩa quân của Đề Thám (hình chụp của trung úy Romain-Desfossés).

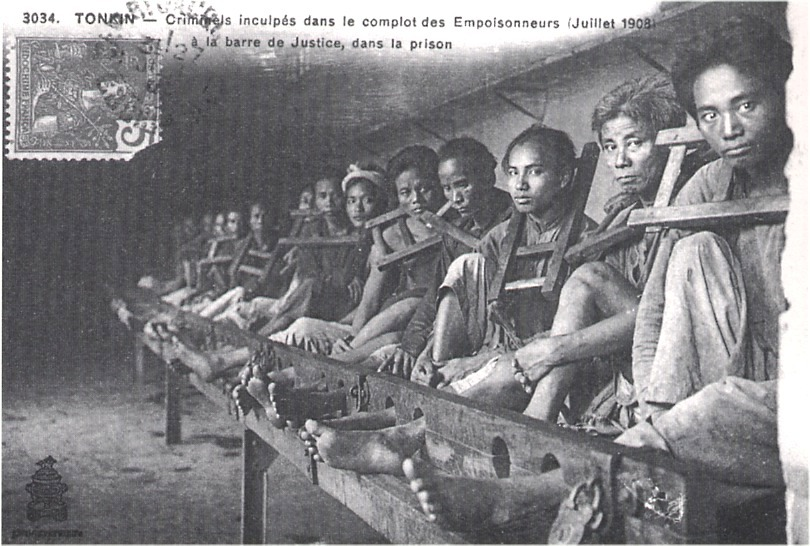
Những người Việt bị Pháp bắt trong vụ án Hà thành đầu độc.

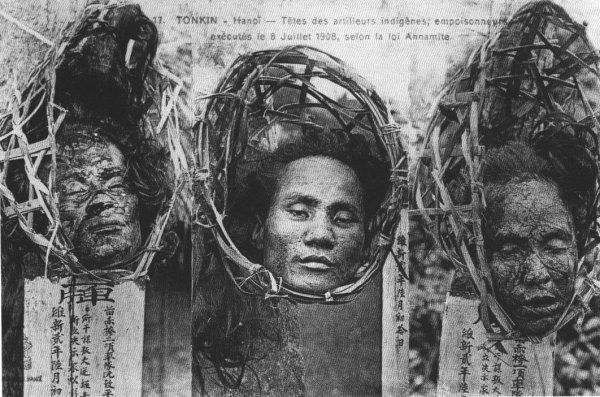
Thủ cấp của Dương Bé, Tư Bình và Đội Nhân bị Pháp chặt đầu ngày 8/7/1908 trong vụ "Hà Thành đầu độc".

Trong khi cố gắng khai thác tài nguyên thiên nhiên của Đông Dương và nhân lực để đánh Chiến tranh thế giới thứ nhất, Pháp trấn áp tất cả hoạt động tụ tập yêu nước ở Việt Nam. Nhiều cuộc nổi loạn chống thực dân bộc phát tại Việt Nam nhưng đã bị Pháp đàn áp dễ dàng.
Cuộc phản kháng đầu tiên là do Tôn Thất Thuyết với trận phản công ở Kinh thành Huế, nhưng sau đó bị quân Pháp đẩy lùi, triều đình Hàm Nghi lui về Quảng Trị, rồi Hà Tĩnh. Ngày 13 tháng 7, Chiếu Cần Vương được ban ra, phái chủ chiến và các thổ hào ở các địa phương khởi nghĩa hưởng ứng, tạo nên phong trào Cần Vương. Phong trào thu hút được một số các quan lại trong triều đình và văn thân. Ngoài ra, phong trào còn thu hút đông đảo các tầng lớp người Việt yêu nước thời bấy giờ.
Phong trào Cần vương thực chất đã trở thành một hệ thống các cuộc khởi nghĩa vũ trang trên khắp cả nước, hưởng ứng chiếu Cần Vương của vua Hàm Nghi, kéo dài từ 1885 cho đến 1896. Các cuộc khởi nghĩa nổ ra rộng khắp và tập trung nhất ở các tỉnh đồng bằng, nhưng quân đội Pháp dùng những ưu thế về hỏa lực để nhanh chóng đàn áp các nghĩa quân. Các cuộc khởi nghĩa tiêu biểu thời kỳ này gồm có: khởi nghĩa Ba Đình, khởi nghĩa Nghệ An, khởi nghĩa Bình Định, khởi nghĩa Thái Bình, Nam Định, hoạt động của Nghĩa hội Quảng Nam...
Năm 1888, vua Hàm Nghi bị Pháp bắt, ông cự tuyệt hợp tác với Pháp.Thực dân Pháp quyết định đưa vua Hàm Nghi đi đày tại Algérie, một thuộc địa của Pháp ở Bắc Phi (châu Phi). các cuộc khởi nghĩa chống Pháp vẫn tiếp tục nhưng suy yếu dần. Các lực lượng nghĩa quân bị đẩy lùi về các khu vực thượng du, trung du hay vùng lau sậy rậm rạp như Hùng Lĩnh của Tống Duy Tân, Thanh Sơn của Đốc Ngữ, Rừng Già của Đề Kiều, Bãi Sậy, Hai Sông của Nguyễn Thiện Thuật, Hương Khê của Phan Đình Phùng và Cao Thắng... Đến năm 1896, phong trào Cần Vương tan rã.
Ngoài ra, thời kỳ này còn có khởi nghĩa Yên Thế, thủ lĩnh của cuộc khởi nghĩa này là Hoàng Hoa Thám có liên quan tới phong trào Cần Vương. Cuộc khởi nghĩa này kéo dài tới năm 1913 thì bị dập tắt.
Ngày 27/7/1908, xảy ra vụ Hà thành đầu độc nhằm vào binh lính Pháp ở Hà Nội có sự tham gia của Hoàng Hoa Thám. Cuộc binh biến này được chuẩn bị rất chu đáo, theo đó nghĩa quân sẽ bắn phá đồn binh Pháp tại Đồn Thủy (nay là Bệnh viện Quân đội 108, Hà Nội) bằng đại bác nhằm vô hiệu hóa đồn này. Các đồn binh tại Sơn Tây và Bắc Ninh sẽ bị chặn đánh, không cho quân Pháp tiếp cứu Hà Nội. Quân Đề Thám chờ ngoài thành Hà Nội, chờ tín hiệu từ trong thành, sẽ đánh Gia Lâm và cắt đường xe lửa và điện thoại. Tuy nhiên cuộc binh biến thất bại, quân Đề Thám phải rút về, 24 người tham gia cuộc binh biến bị Pháp xử tử bằng cách chém đầu, 70 người bị xử tù chung thân.
Năm 1916, vua Duy Tân xuất cung tham gia cuộc nổi dậy do Thái Phiên và Trần Cao Vân tổ chức. Người Pháp được mật báo kế hoạch nổi dậy. Pháp bắt Triều đình Huế phải xét xử những lãnh đạo của cuộc khởi nghĩa. Bốn đại thần gồm Thái Phiên, Trần Cao Vân, Tôn Thất Đề và Nguyễn Quang Siêu bị chém đầu ở An Hòa. Vua Duy Tân bị truất ngôi và đày đi đảo La Réunion ở Ấn Độ Dương cùng với vua cha là Thành Thái vào năm 1916.
Một trong những cuộc nổi dậy lớn nhất năm 1916 là cuộc khởi nghĩa Thái Nguyên ở miền Bắc. Khoảng 300 binh lính người Việt đã nổi dậy, phóng thích và cấp súng ống cho 200 tù binh chính trị cùng vài trăm dân địa phương. Nghĩa quân đánh chiếm và làm chủ Thái Nguyên trong nhiều ngày liền, với hy vọng được tiếp viện bởi Trung Quốc Quốc Dân Đảng. Khi không ai đến giúp họ, Pháp đã đánh chiếm lại Thái Nguyên và truy sát hầu hết các nghĩa quân.
Một lính Pháp đã viết trong hồi ký:
Trong thời kỳ tôi ở đây (ở Bắc Kì), không có tuần nào là tôi không thấy vài cái đầu rụng. Trong những cảnh ấy, tôi chỉ còn ghi nhớ được một điều là chúng ta (người Pháp) còn độc ác, còn dã man hơn cả bọn kẻ cướp nhà nghề. Tại sao lại có những hành vi quái ác đến thế đối với một con người tù sắp phải chết? Tại sao lại dùng nhục hình, tại sao phải giải từng đoàn tù đi bêu khắp xóm làng?

## Kinh tế - văn hóa - xã hội

### Kinh tế
Theo sắc lệnh ngày 17-10-1887, thực dân Pháp thành lập Liên bang Đông Dương, thời điểm đó mới bao gồm có Bắc Kì, Trung Kì, Nam Kì và Campuchia, trực thuộc Bộ Hải quân và Thuộc địa. Ngày 19- 4-1899, Tổng thống Pháp ra sắc lệnh sáp nhập thêm Lào vào Liên bang Đông Dương. Việt Nam bị chia cắt làm 3 kì: Bắc Kì, Trung Kì và Nam Kì với ba chế độ cai trị khác nhau. Bắc Kì và Trung Kì là hai xứ bảo hộ vẫn còn giữ lại chính quyền phong kiến về hình thức; Nam Kì là đất thuộc địa hoàn toàn do Pháp nắm cùng với Lào và Campuchia cũng là đất bảo hộ của Pháp, hợp thành Liên bang Đông Dương. Việt Nam, Lào, Campuchia bị xóa tên trên bản đồ thế giới.

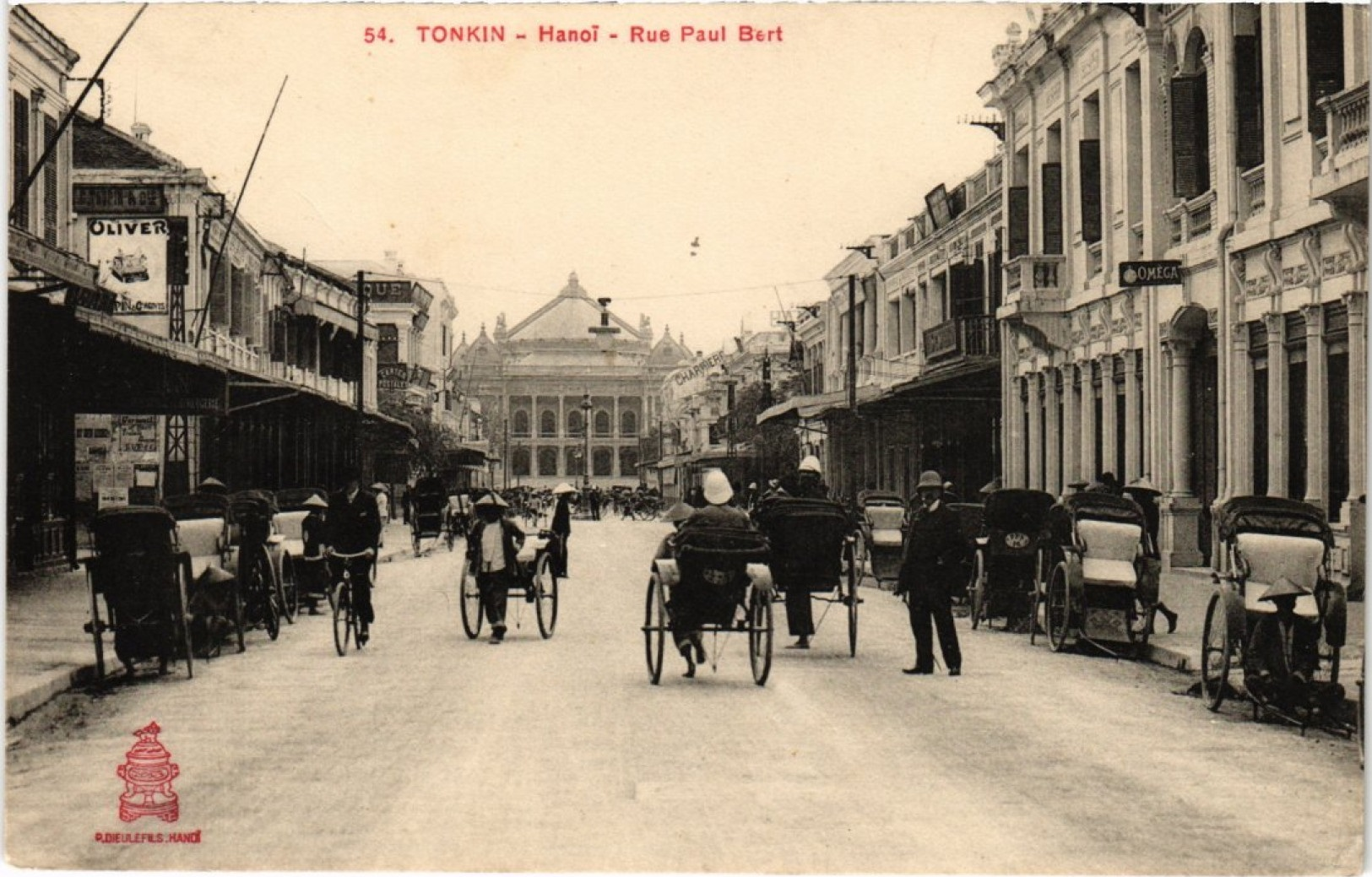
Rue Paul Bert, tức phố Tràng Tiền, nhìn về phía Nhà hát Lớn, Hà Nội, thời Pháp thuộc.

Vào giai đoạn đầu, thực dân Pháp chỉ mới chú trọng vào hai lĩnh vực chủ yếu là nông nghiệp và khai mỏ.
- Nông nghiệp: Năm 1897, Pháp ép triều Nguyễn ký điều ước "nhượng" quyền "khai khẩn đất hoang" cho họ. Ngay sau đó, Pháp tăng cường cướp đoạt đất đai, lập các khu đồn điền lớn để trồng cao su, thứ cây công nghiệp mà Pháp coi trọng khi đó.
- Công nghiệp: chú trọng khai thác mỏ than và kim loại. Tuy nhiên Pháp không xây nhà máy luyện kim tại Việt Nam, tất cả khoáng sản được chở về Pháp. Phần lớn các xí nghiệp khai mỏ nằm trong tay những tập đoàn tư bản Pháp. Phương thức hoạt động là tận dụng nhân công lao động rẻ mạt, sao cho chi phí sản xuất giảm xuống mức thấp nhất để thu lợi nhuận cao.
- Giao thông vận tải: xây dựng hệ thống đường giao thông hiện đại, vừa phục vụ làm ăn lâu dài, vừa nhằm mục đích quân sự.
- Thương nghiệp: Việt Nam trở thành thị trường độc quyền của tư bản Pháp, Pháp độc quyền thu thuế xuất nhập khẩu. Tất cả hàng hóa Việt Nam mà Pháp cần đều phải ưu tiên xuất sang Pháp, không được xuất khẩu sang nước khác, những hàng hóa mà Pháp thừa ế hoặc kém phẩm chất so với hàng hóa của các nước khác thì Pháp xuất sang Việt Nam.

#### Nông nghiệp
Dưới thời Pháp thuộc, địa chủ phong kiến tiếp tục được duy trì. Ngoài ra còn có thêm việc chiếm hữu diện tích lớn đất đai của thực dân Pháp và giáo hội Thiên Chúa giáo. Ở Bắc Kì, tính đến năm 1902, người Pháp đã chiếm hữu 182.000 héc ta đất trong đó có 50.000 héc ta ở các vùng trù phú nhất. Sau khi chiếm đất, thực dân Pháp chủ yếu vẫn áp dụng phương pháp phát canh thu tô. Một số tư bản thực dân có kinh doanh trong những sở đồn điền mới theo lối tư bản chủ nghĩa, nhưng số này ít, chủ yếu là nhằm tận dụng nhân công rẻ mạt. Ngoài địa chủ Pháp, giáo hội Thiên Chúa chỉ riêng ở Nam Kỳ đã sở hữu 1/4 diện tích đất canh tác. Đầu năm 1945, nông dân chiếm 95% dân số Việt Nam nhưng làm chủ không quá 30% diện tích ruộng đất. Riêng tầng lớp nông dân nghèo (không có hoặc chỉ có rất ít ruộng đất) chiếm 60% dân số nông thôn, nhưng chỉ có khoảng 10% ruộng đất. Còn giai cấp địa chủ phong kiến Việt Nam, địa chủ thực dân Pháp, địa chủ Công giáo chiếm không tới 5% dân số nhưng chiếm hữu 70% ruộng đất.
Ở miền Bắc trước năm 1945, chỉ có 4% dân số đã chiếm hữu tới 24,5% tổng số ruộng đất. Còn lại phần lớn nông dân nghèo thì không có hoặc chỉ có rất ít đất canh tác. Ngay từ cuối những năm 1920, Nguyễn Ái Quốc đã mô tả nông dân Việt Nam như sau: "Ruộng bị Tây chiếm hết, không đủ mà cày. Gạo bị nó chở hết, không đủ mà ăn. Làm nhiều, được ít, thuế nặng... Đến nỗi chết đói, hoặc bán vợ đợ con, hoặc đem thân làm nô lệ như những người nó chở đi Tân thế giới..." . Miền Bắc Việt Nam thường rơi vào tình trạng đói kém khi mất mùa hoặc gặp thiên tai, lũ lụt. Các lần vỡ đê vào các năm 1893, 1899, 1904, 1905, 1911, 1913, 1915, 1926, 1936, trong đó lớn nhất là năm 1915, khiến cho Bắc bộ điêu tàn, dù đã có nhưng nỗ lực trị thủy của chính quyền như đập chặn sông Đuống 1892, đập tràn Vĩnh Yên 1895, đắp đê liên tục từ 1918 đến 1944, đập Đáy 1937. Trong nạn đói năm Ất Dậu làm 2 triệu người chết, tỷ lệ chết đói cao nhất là những nông dân không có đất canh tác.
Tại miền Trung, tuy sản lượng lúa và cà phê tăng dần ở Bắc Trung Kỳ , cũng như thủy lợi và chăn nuôi có nhiều tiến bộ, nhưng sản lượng lúa trên đầu người giảm một nửa vào năm 1945 so với đầu thế kỷ 20 . Việc này cùng với sự bóc lột tăng cường khiến nông dân bị bần cùng hóa.
Ở Nam Kỳ, người Pháp sớm nhận thấy tiềm năng thu lợi nhuận từ nông nghiệp của vùng này. Tại đây, tính đến năm 1936, Pháp đã đào được 1360 km kênh chính, 2500 km kênh phụ với kinh phí khoảng 54 đến 58 triệu Franc. Hệ thống kênh đào được thực hiện trong khoảng 80 năm ở Nam Kỳ đã làm thay đổi hẳn diện mạo nông nghiệp ở Đồng bằng Sông Cửu Long khiến diện tích đất canh tác được mở rộng, sản lượng lúa mỗi ngày một tăng, hình thành nên thị trường hàng hóa nông nghiệp. Giao thông vận tải cũng phát huy hiệu quả qua hệ thống đường thủy. Người Pháp thúc đẩy việc khai khẩn rừng tràm, đồng cỏ và các vùng đất thấp ở Nam Kỳ như Long Xuyên, Châu Đốc và Đồng Tháp Mười. Trong nửa thế kỷ (1880-1937), diện tích trồng lúa tăng lên 420% (1880: 522.000 mẫu; 1937: 2,2 triệu mẫu), số lúa xuất cảng tăng lên 545% (1880: 284.000 tấn; 1937: 1,5 triệu tấn), số dân tăng 260% (1880: 1,7 triệu, 1937: 4,5 triệu). Pháp bán đất cho các điền chủ người Pháp và người Việt, bao gồm các điền chủ thuộc tứ đại phú hộ Nam Kỳ, thu về 235 triệu Franc. Điền chủ lớn chiếm 1.035.000 ha, điền chủ nhỏ chiếm 620.000 ha, quan nhỏ chiếm 230.000 ha, còn lại 500.000 ha cho hơn 4 triệu nông dân. Mức địa tô phổ biến là 50% , và tá điền chỉ có thu nhập bằng khoảng 2,7% so với địa chủ .

#### Thương nghiệp
Pháp giành độc quyền buôn bán nhiều mặt hàng quan trọng. Bản án chế độ thực dân Pháp của Hồ Chí Minh đã trích dẫn: "Nói đến các món độc quyền, người ta có thể hình dung Đông Dương như một con nai béo mập bị trói chặt và đương hấp hối dưới những cái mỏ quặp của một bầy diều hâu rỉa rói mãi không thấy no".

#### Các loại thuế
Chính quyền thực dân Pháp thu lợi tức thuộc địa thông qua hệ thống các sắc thuế, nhiều loại thuế được đặt ra một cách vô lý. Các loại thuế được thu và phân chia theo hai loại ngân sách: thu cho Ngân sách Đông dương (chủ yếu là thuế quan, thuế rượu, thuốc phiện, muối,..) và thu cho Ngân sách địa phương gồm các xứ (Bắc kì, Trung kì, Nam kì) và các tỉnh (chủ yếu là thuế thân, thuế ruộng đất, thuế lao dịch,...):
- Thuế chủ yếu thu cho ngân sách Đông Dương:
  - Thuế quan (còn gọi là thuế đoan, thuế thương chính): thi hành cho đến năm 1940, theo đó Việt Nam phải dùng chung một chế độ thuế quan do nước Pháp đặt ra. Pháp bảo hộ sản phẩm nào thì Việt Nam cũng phải bảo hộ sản phẩm đó. Nhờ hàng rào thuế quan bảo hộ, Pháp tự do đưa hàng với chất lượng thấp, giá đắt vào thị trường Việt Nam. Trong cuốn sách "Vấn đề dân cày", Trường Chinh và Võ Nguyên Giáp đã viết: "họ vớ được một số lời cao hơn với số lời của họ thường có trên thị trường thế giới". Số lời cao đó, trong kinh tế chính trị học gọi là "thặng dư lợi nhuận thuộc địa".
  - Thuế gián thu (Công quản): Thường bảo đảm khoảng 70% tổng số thu của ngân sách Đông dương, chủ yếu là thuế muối, thuế rượu, thuế thuốc phiện, thông qua chế độ độc quyền mua bán của Pháp:
    - Thuế muối: Pháp quy định toàn bộ số muối mà dân sản xuất phải bán hết cho nhà nước Pháp với giá rẻ, rồi Nhà nước bán lại cho dân (kể cả người trực tiếp sản xuất muối) với giá cao hơn, để hưởng lợi nhuận. Không chỉ phục vụ mục tiêu tận thu của chính quyền Pháp mà còn mang ý nghĩa chính trị: Pháp có thể dùng muối làm áp lực với nhân dân khi cần, vì muối là mặt hàng thiết yếu của người dân.
    - Thuế rượu: Pháp cấm mọi việc nấu rượu của tư nhân Việt nam (kể cả việc tự nấu rượu để uống), đồng thời giao chỉ tiêu bán "rượu ty" cho chính quyền tổng, xã để thu lợi nhuận.
    - Thuế thuốc phiện: Pháp mua và chế biến thuốc phiện, khuyến khích dân Việt tiêu thụ, mở tiệm hút thuốc phiện để tạo được nguồn thu lớn cho chính quyền Pháp.
- Thuế chủ yếu thu cho ngân sách các xứ (kì):chủ yếu gồm các thứ thuế cũ dưới thời phong kiến như thuế thân, thuế ruộng đất, thuế lao dịch và được sửa đổi theo hướng tăng mức thu ngày càng cao hơn:
  - Thuế thân (thuế đinh): Mọi dân đinh từ 18 đến 60 tuổi đều phải đóng thuế này. Trước kia, thuế thân chỉ thu của người có ít nhiều tài sản, có khả năng đóng thuế, được chia ruộng đất công, nhưng nay thì Pháp thu toàn bộ. Thuế thân đã tạo thêm cho Pháp số thu rất lớn, nhưng đối với dân nghèo, mỗi khi đến vụ thuế (tháng 5 âm lịch) thì người nghèo lại xôn xao, nhiều người bị bắt hoặc phải bỏ quê hương để trốn thuế. Cảnh tượng đau lòng của việc đóng thuế thân đã được nhà văn đương thời Ngô Tất Tố mô tả chi tiết trong tác phẩm Tắt đèn.
  - Thuế ruộng đất (thuế điền thổ): Từ năm 1897, Toàn quyền Đông Dương đã nhiều lần cho điều chỉnh lại theo 4 hạng điền, 6 hạng thổ (đất). Mức thuế chủ yếu là tăng lên, kèm với những khoản phụ thu, nhưng diện tích làm căn cứ tính mẫu, sào lại điều chỉnh giảm xuống. Ví dụ: Theo quy định từ thời Tự Đức (1847-1883), mỗi mẫu Việt nam là 4.970 m2. Năm 1897, ở Bắc kỳ, Pháp quy định mỗi mẫu chỉ có 3.600 m2. Vì vậy thuế phải nộp thực tế tăng lên, có khi đến 2-3 lần.
  - Thuế lao dịch: Về nguyên tắc, thuế lao dịch đã chuyển thành tiền (gắn với thuế thân hoặc nộp ngân sách tỉnh, xã) để sử dụng vào việc xây dựng, tu bổ đường sá, đê điều... Nhưng trên thực tế, khi cần làm đường hoặc đắp đê, Chính phủ vẫn huy động nhân lực đi làm, kể cả trong những ngày mùa cày cấy, thu hoạch nông nghiệp.

#### Buôn bán rượu và thuốc phiện

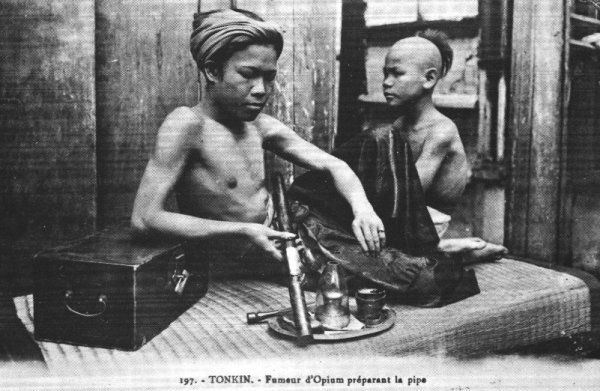
Hút thuốc phiện tại Việt Nam thời Pháp thuộc.

Thuốc phiện là mặt hàng được Pháp công khai buôn bán, khuyến khích người Việt sử dụng chứ không bị cấm như ở chính quốc. Lợi nhuận từ thuốc phiện đã đóng góp tới 25% vào ngân sách của Pháp ở Đông Dương. Tổng ngân sách năm 1905 là 32 triệu đồng Đông Dương, trong số này nguồn thu từ độc quyền bán thuốc phiện là 8,1 triệu. Tính đến năm 1900 thì lợi nhuận Pháp thu được từ thuốc phiện đạt hơn phân nửa số tiền thu nhập của toàn Liên bang Đông Dương. Riêng việc phân phối bán lẻ là để cho tư nhân, đa số là người Hoa. Thuốc phiện đã trở thành một công cụ hữu hiệu vừa để thu lợi nhuận, vừa để làm suy sụp ý chí phản kháng của người Việt. Toàn quyền Đông Dương Albert Sarraut từng có thư gửi viên Công sứ dưới quyền: 
Tôi trân trọng yêu cầu ông vui lòng giúp đỡ những cố gắng của Nha Thương chính trong việc đặt thêm đại lý bán lẻ thuốc phiện và rượu, theo chỉ thị của ông Tổng giám đốc Nha Thương chính Đông Dương.
Để tiến hành việc đó, tôi xin gửi ông một bản danh sách những đại lý cần đặt trong các xã đã kê tên; phần lớn các xã này, tới nay, vẫn hoàn toàn chưa có rượu và thuốc phiện. Qua các Tỉnh trưởng và các Xã trưởng Cao Miên, ông có thể dùng ảnh hưởng to tát của ông để làm cho một số tiểu thương người bản xứ thấy rằng buôn thêm rượu và thuốc phiện là rất có lợi.
Chúng ta chỉ có thể đạt kết quả mỹ mãn, nếu chúng ta hợp đồng với nhau chặt chẽ và liên tục, vì lợi ích tối cao của ngân khố."

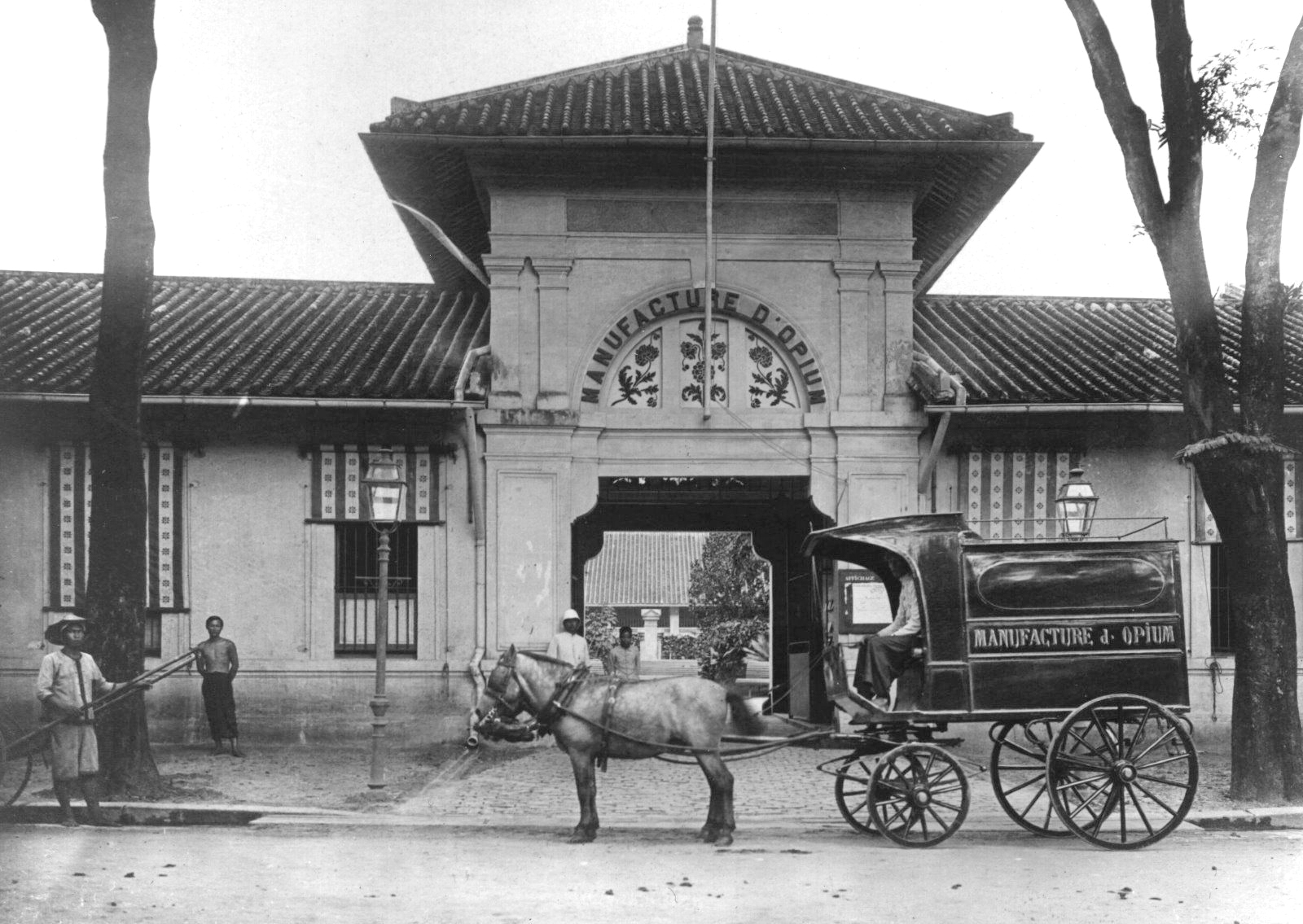
Xưởng thuốc phiện (Manufacture d'Opium) ở Sài Gòn thời thuộc Pháp. Khu xưởng này cung ứng từ 1/3 đến 1/2 ngân sách toàn Đông Dương.

Thập niên 1930, cứ một nghìn làng thì có đến 1.500 đại lý bán lẻ rượu và thuốc phiện. Nhưng cũng trong số một nghìn làng đó lại chỉ có 10 trường học. Nạn nghiện thuốc phiện trở thành một vấn nạn nghiêm trọng trong xã hội Việt Nam.
Về việc buôn rượu, vì bắt buộc phải trả những khoản chi tiêu thường xuyên, những món kinh phí ngày càng tăng của Phủ toàn quyền, của những công trình kiến thiết quân sự và những khoản lương cho một đám đông công chức từ Paris, cho nên Chính phủ thuộc địa đã tìm mọi cách thúc đẩy việc tăng mức tiêu thụ rượu lên. Vì vậy, Pháp đề ra quy định các làng phải mua số rượu tối thiểu tính theo dân số. Pháp ấn định trên thực tế mức rượu mà mỗi người bản xứ buộc phải uống hàng năm, kể cả người già, phụ nữ, trẻ em, cả đến trẻ em còn bú mẹ. Dân một làng Bắc Kì buộc phải mua quá nhiều rượu, thấy trước nguy cơ đe doạ ấy, đã kêu với viên quan người Pháp tại địa phương rằng: "Ngay đến cái ăn, chúng tôi cũng không có gì cả". Quan Pháp đáp: "Chúng mày quen ngày ba bữa, bây giờ bớt đi một bữa, hay nếu cần thì bớt đi một bữa rưỡi là có thể mua rượu của nhà nước".
Người An Nam quen dùng rượu từ 20 đến 22 độ; trong khi người Pháp bắt họ dùng rượu từ 40 đến 45 độ. Thứ rượu mà Pháp độc quyền buôn bán và buộc dân Việt Nam phải uống được cất bằng thứ gạo rẻ tiền, pha thêm chất hóa học (để giảm chi phí sản xuất), nên có mùi vị nồng nặc khó chịu và gây hại rất lớn cho sức khỏe.

### Giáo dục
Ngay sau khi chiếm được Nam Kì, Pháp cố gắng thiết lập một hệ thống giáo dục theo mô hình Pháp gồm hai bậc, tiểu học và trung học với tổng thời gian học là 6 năm. Tiểu học tập đọc và viết chữ Quốc ngữ, chữ Nho, tiếng Pháp; tiếng Pháp căn bản; toán sơ đẳng; hình học sơ đẳng; khái niệm đo đạc; tổng quan về lịch sử và địa lý. Đến bậc trung học, học sinh sẽ học kỹ hơn về tiếng Pháp, văn học Pháp; làm luận bằng tiếng Pháp, quốc ngữ và chữ Nho và nhiều nội dung nâng cao hơn về toán, vũ trụ, vật lý, hội họa... Năm 1879, nghị định cải tổ giáo dục Nam Kì được ban hành, chia chương trình học làm ba cấp với tổng thời gian học là 10 năm. Cấp một học trong ba năm, dạy Pháp văn, Quốc ngữ và Hán văn. Cấp hai có thời lượng ba năm, mỗi tuần sẽ dành hai giờ cho chữ Nho và Quốc ngữ, còn lại dành cho tiếng Pháp. Cấp ba sẽ học trong bốn năm với nhiều nội dung, dạy bằng tiếng Pháp như số học, hình học phẳng, đại số, lượng giác, trắc lượng, vẽ, địa lý, vũ trụ, hóa học, vật lý, vạn vật học... Những năm đầu, soái phủ Nam Kì gặp rất nhiều khó khăn khi hệ thống trường Nho học giải tán. Các thầy đồ di cư ra Trung Kì thuộc triều đình Huế để tiếp tục dạy học. Nhiều học trò tham gia các lực lượng nghĩa quân.
Sau khi chiếm được Bắc Kì và Trung Kì, năm 1906 Pháp thực hiện cải cách giáo dục. Pháp thiết lập hệ thống tiểu học do chính quyền đài thọ với tên gọi là đệ nhị cấp (tiểu học) và đệ tam cấp (trung học). Chương trình học được thêm vào nội dung mới nhất của khoa học phương Tây, tri thức thực hành thông dụng. Chính quyền thực dân ở Việt Nam cho mở hai hệ thống trường học: trường Hán học có cải tổ đôi chút và hệ thống trường Pháp - Việt. Hai hệ thống trường Hán học và trường Pháp Việt cùng tồn tại song song được triều đình nhà Nguyễn chấp thuận. Trường Hán học chỉ duy trì tạm thời, đã được thay thế bằng trường Pháp - Việt trên cả nước kể từ thập niên 1910. Hệ thống giáo dục Nho học cũ trở nên không hợp thời. Nhà Nguyễn ban đầu cải cách kỳ thi Hương bằng cách đưa chữ Quốc ngữ vào nội dung thi sau đó bãi bỏ luôn các kỳ thi thuộc hệ thống Khoa bảng Việt Nam vào năm 1919. Năm 1917, Toàn quyền Đông Dương Albert Sarraut ký nghị định ban hành tổng quy chế nền học chính toàn cõi Đông Dương với mục tiêu thống nhất nền giáo dục bản xứ, tiến tới xóa bỏ nền giáo dục cũ. Nền học chính lúc này được chia làm ba cấp, cấp một là các trường tiểu học, cấp hai là cao đẳng tiểu học, cấp ba là bậc trung học (tú tài), với hai hệ thống giáo dục gồm trường Pháp và trường bản xứ. Trường Pháp sử dụng chương trình giáo khoa Pháp ở Đông Dương gần giống như bên Pháp và hoàn toàn dạy tiếng Pháp, không dạy tiếng Việt. Tại trường bản xứ, ở bậc Tiểu học sách giáo khoa do Nha Học chính Đông Pháp biên soạn và xuất bản. Từ bậc Cao đẳng Tiểu học trở lên thì dùng sách giáo khoa xuất bản ở Pháp. Sách giáo khoa một số môn như Lịch sử Việt Nam, Địa lý Đông Dương, Văn học Việt Nam do các giáo chức người Pháp hay người Việt biên soạn và xuất bản. Với đợt cải cách giáo dục lần hai, chữ Quốc ngữ đã hoàn toàn thay thế chữ Hán. Chương trình học bao gồm cả khoa học tự nhiên và khoa học xã hội với tính hệ thống cao. Bên cạnh các trường phổ thông, Pháp còn lập ra trường dạy nghề để đào tạo ra công nhân cho các ngành công nghiệp thuộc địa. Tuy vậy, trên toàn Việt Nam, tính đến năm 1906 mới chỉ có 25 trường học tiểu học Pháp - Việt và tính đến hết năm 1913 mới chỉ có 10 vạn học sinh các cấp (trong tổng số 20 triệu dân lúc bấy giờ). Sự phát triển giáo dục cũng không đều khắp: Tất cả các vùng miền núi đều không có trường học, riêng tỉnh Sơn La mãi đến 1917 mới có 1 trường sơ học.
Đến năm 1945, toàn Đông Dương chỉ có Viện Đại học Đông Dương bao gồm 10 trường thành viên: Cao đẳng Y khoa, Cao đẳng Nông nghiệp, Cao đẳng Thú y, Cao đẳng Công chính, Cao đẳng Địa chính, Cao đẳng Luật khoa, Cao đẳng Khoa học, Cao đẳng Mỹ thuật.... Viện đại học Đông Dương chỉ đào tạo bậc đại học. Nếu sinh viên muốn học sau đại học thì phải sang Pháp. Năm học 1944-1945, cả Viện này có 1.575 sinh viên (so với tổng dân số Việt Nam khi đó là 23 triệu). Phần lớn học sinh và sinh viên đại học, cao đẳng đều là con em các gia đình giàu có hoặc có địa vị nhất định trong xã hội lúc bấy giờ. Các gia đình nông dân, nhân dân lao động nghèo rất ít có khả năng cho con em theo học.
Về giáo dục tiểu học, trung bình một tỉnh chỉ có khoảng từ 2 đến 4 trường Tiểu học, mỗi trường có từ trên 100 đến vài trăm học sinh. Các thành phố lớn mới có trường Cao đẳng Tiểu học như Hà Nội, Hải Phòng, Nam Định, Lạng Sơn (Bắc Kì), Thanh Hóa, Nghệ An (Vinh), Huế, Quy Nhơn (Trung Kỳ), Sài Gòn, Cần Thơ, Mỹ Tho (Nam Kỳ). Bậc Trung học (bậc Tú Tài) chỉ có ở Hà Nội (trường Bưởi, trường Albert Sarraut), Huế (trường Khải Định), Sài Gòn (trường Pétrus Ký, trường Chasseloup Laubat), mỗi trường có khoảng từ 100 đến 200 học sinh.
Chính sách giáo dục của chính quyền Pháp nhằm dụng ý là để chuyển hướng tư duy của đại chúng, xóa bỏ những ảnh hưởng của văn minh Trung Hoa, truyền bá văn minh Pháp nhằm đồng hóa người Việt; đồng thời đào tạo ra một tầng lớp công chức và chuyên viên phục vụ cho nền cai trị và công cuộc khai thác thuộc địa của Pháp. Mối đe dọa đáng sợ cho chính quyền thực dân Pháp là Nho giáo qua các sách vở Hán văn, bởi Nho giáo cổ vũ lòng yêu nước chống ngoại xâm và khuyến khích giới trí thức quan tâm đến các vấn đề chính trị. Hơn nữa người Pháp rất khó chịu trước giới sĩ phu Nho học không ngừng đả kích chế độ thực dân, kích động sự bất mãn của dân chúng thậm chí lãnh đạo các cuộc khởi nghĩa chống Pháp. Vì vậy người Pháp đã dồn nhiều nỗ lực vào việc cải biến nền giáo dục bản xứ: loại bỏ Nho học và cấm giảng dạy lịch sử Việt Nam, thay vào đó là các kiến thức khoa học phương Tây, văn chương và lịch sử Pháp. Tiếng Pháp là ngôn ngữ chính được dùng trong trường học còn tiếng Việt và tiếng Hán chỉ là ngoại ngữ. Một chứng cứ khác là sách giáo khoa thời Pháp thuộc không dùng danh từ "Việt Nam" mà chỉ nhắc đến "Đông Pháp" và các xứ lệ thuộc. Các kỳ thi khoa bảng Việt Nam cũng bị loại bỏ, thay vào đó là các kì thi bằng tiếng Việt và tiếng Pháp phỏng theo các kì thi của Pháp.
Giáo dục thời Pháp thuộc để lại nhiều mặt tiêu cực với Việt Nam. Năm 1905, Phan Bội Châu cho rằng nền giáo dục của Pháp "chỉ dạy viết văn Pháp, nói tiếng Pháp, tạm thời làm nô lệ cho Pháp". Học giả Trần Trọng Kim cho rằng nền giáo dục Pháp đã biến một xã hội "nghe đến nước mình thì ngây ngây như người ngoại quốc, sử nước mình không biết, tiếng nói nước mình thì chỉ biết qua loa". Cho đến năm 1930, tổng số học sinh, sinh viên tất cả các trường từ tiểu học đến đại học chỉ chiếm 1,8% dân số Việt Nam. Do số người được đi học thấp, kết quả là tới năm 1945, trên 95% dân số Việt Nam bị mù chữ. Một nền giáo dục như vậy khiến người Việt bị tách rời khỏi cội rễ văn hóa dân tộc trong khi không hiểu biết đến nơi đến chốn, không hấp thu được phần tinh túy của văn hóa phương Tây. Người Việt bị biến thành những kẻ vong bản và vong nô trên chính quê hương của mình.
Tuy nhiên, nền giáo dục của Pháp cũng tạo ra một tầng lớp trí thức mới nắm được khoa học, kỹ thuật phương Tây và một tầng lớp tinh hoa chính trị chịu ảnh hưởng của những hệ tư tưởng và tiếp thu những thủ thuật chính trị phương Tây tuy số lượng ít ỏi và chất lượng của tầng lớp này còn yếu. Tầng lớp trí thức bản xứ có rất ít cá nhân đạt tới trình độ tinh hoa, đội ngũ chuyên gia tuy có số lượng khá hơn nhưng gắn bó trực tiếp với sự điều tiết từ chính quốc chứ không phải gắn bó với xã hội và nền kinh tế tại chỗ và một lượng đông đảo những trí thức cấp thấp. Chất lượng của một tầng lớp trí thức Việt Nam thời Pháp thuộc xét trên khả năng đáp ứng nhu cầu phát triển của xã hội đương thời còn kém hơn thời kỳ tiền thực dân. Nguyễn An Ninh nhận xét "ngày nay tôi chưa thấy người An Nam nào tiếp thu đầy đủ ý nghĩa của văn hoá Pháp... Học Tây trong nước ta bây giờ chỉ học để làm nô lệ cho nhà nước. Tại Đông Dương này tuổi trẻ An Nam khó mà tìm cho ra cái cao thượng của Âu Tây lắm. Dẫu cho chúng ta có được thừa hưởng một truyền thống gia đình, hay nhờ vào những hoàn cảnh thuận lợi khác đi nữa, không mấy người trong chúng ta đủ sức vươn lên đến trình độ một học giả ở Châu Âu". Sau tháng 8/1945, giới trí thức bị phân hóa thành các bộ phận khác nhau ủng hộ các xu hướng chính trị khác nhau tại Việt Nam. Việc thiếu chuyên gia, trí thức và lãnh đạo chính trị được đào tạo tốt là vấn đề nghiêm trọng để lại nhiều hậu quả tiêu cực lâu dài đối với Việt Nam sau khi giành được độc lập.

### Văn hóa

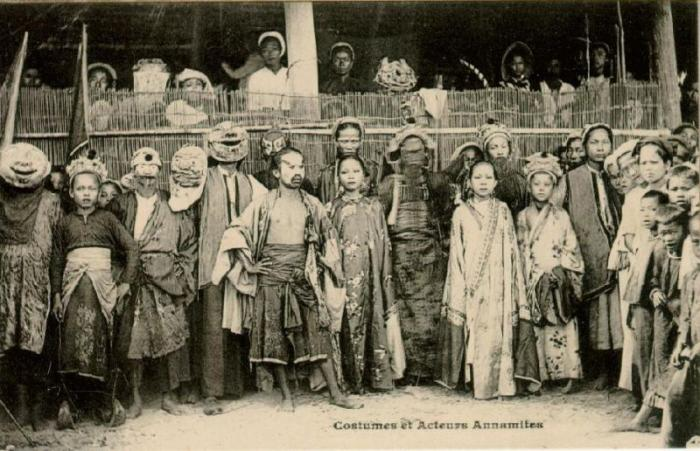
Một gánh hát ở Việt Nam.

Dưới thời Pháp thuộc, văn hóa truyền thống chịu ảnh hưởng của Nho giáo suy tàn dần và bị thay thế bởi văn hóa phương Tây. Các giá trị đạo đức được nuôi dưỡng bởi Nho giáo suy yếu trong khi người Việt không tiếp thu được các giá trị cốt lõi của nền văn hóa phương Tây. Sự du nhập văn hóa phương Tây chỉ là sự bắt chước hời hợt vẻ bên ngoài của người phương Tây chứ người Việt không hấp thu được phần tinh túy của văn hóa phương Tây. Ngô Đình Nhu nhận xét về tình trạng này "...công cuộc Tây phương hóa, mà chúng ta đã phải chịu nhận từ một thế kỷ nay, là một công cuộc Tây phương hóa bắt buộc, không mục đích, không được hướng dẫn. Dân chúng bị lôi cuốn vào một phong trào Tây phương hóa, mà không hiểu Tây phương hóa để làm gì, Tây phương hóa đến mức nào là đủ, và Tây phương hóa làm sao là đúng. Tình trạng đó đã dẫn dắt đến sự tan rã của xã hội chúng ta. Các giá trị tiêu chuẩn cũ đã mất hết hiệu lực đối với tập thể mà giá trị tiêu chuẩn mới thì không có".
Đi cùng với chính sách hạn chế giáo dục, thực dân Pháp dung dưỡng nạn cờ bạc bằng cách cho phép mở các sòng bạc để thu thuế. Ngoài những sòng bạc công khai có tính chất thường xuyên, tổ chức quy mô ở Chợ Lớn, Lạng Sơn, Móng Cái, Hà Giang, Lào Cai còn có nhiều sòng bạc kín được tổ chức ở các dịp chợ phiên, ở những vòng đua ngựa ở Hà Nội, Hải Phòng, Sài Gòn...
Nạn mại dâm cũng được thực dân Pháp hợp thức công khai và trở nên phổ biến ở các thành phố lớn. Vào những năm 1930, vấn đề mại dâm ở Việt Nam đã trở thành một vấn đề nhức nhối trong xã hội. Các báo đã mô tả tình trạng "lúc nhúc xóm bình khang, đầy rẫy phường bán phấn" trong các đô thị Việt Nam dưới thời Pháp thuộc. Một biến tướng khác của mại dâm là "hát cô đầu" đã trở thành "một cái ung nhọt" của xã hội. Báo Công luận viết "Nếu đi qua các ngõ Sầm Công ở Hà Nội, phố Hạ Lý Hải Phòng, phố Bến Củi Nam Định... ta sẽ thấy một cảnh tượng đau lòng, một sự dâm ô đê tiện hơn hết trong sự mãi dâm, chắc không có nước nào mà mãi dâm lại đê tiện hơn mãi dâm ở nước ta: Họ ra tận đường phố lôi kéo khách hàng, họ nói những câu, hát những giọng khiêu dâm tục tằn..." Nguyễn Doãn Vượng đã nhận xét "hầu hết những kẻ đi hát đều là thanh niên... do đó sự kém sút về sức khỏe, sự trụy lạc về tinh thần, những bệnh hoa liễu cũng từ đó mà về thăm gia đình và vợ con những thanh niên đó; lại còn bao nhiêu kẻ trong cơn mê muội đớn hèn lỗi đạo vì đi hát, ăn trộm, ăn cắp vì mê hát và khuynh gia bại sản vì những cô đầu hát".
Pháp tuyên bố "bảo hộ An Nam" để giúp nước này "khai hóa văn minh". Nhưng thực tế, các đề nghị nâng cao dân trí, cải tổ toàn diện chính trị - xã hội, cải cách và phát triển giáo dục, cũng như hướng đến nền chính trị dân chủ của các trí thức đương thời đều bị Pháp thờ ơ. Tiêu biểu là Phong trào Duy Tân do Phan Châu Trinh (1872 - 1926) phát động năm 1906 cho đến năm 1908 thì kết thúc sau khi bị thực dân Pháp đàn áp. Một số lãnh đạo phong trào bị kết án tử hình do có liên quan đến phong trào chống sưu thuế Trung Kỳ (1908), những người khác bị đày đi Côn Đảo trong số đó có Phan Châu Trinh. Nguyễn An Ninh nhận xét về công cuộc khai hóa của Pháp ở Việt Nam: "Nền văn hóa Trung Hoa trên nước ta đang suy và thế hệ chúng ta đang chìm đắm trong vòng ngu dốt... chỉ trong một thời gian hết sức ngắn người ta đã đưa trình độ kiến thức vốn đã suy thoái tệ hại của một dân tộc tuột xuống tận cùng của sự dốt nát, tối tăm dày đặc... đã đưa một dân tộc vốn có tư tưởng dân chủ, vào cảnh nô lệ tối tăm trong một khoảng thời gian rất ngắn".

### Y tế
Năm 1902, Pháp thành lập trường Y khoa Hà Nội do bác sĩ Alexandre Yersin làm hiệu trưởng. Khóa đầu tiên có 29 sinh viên. Sau đó trường được đổi tên thành Y khoa Đông Dương. Chương trình học tại trường kéo dài 4 năm và học sinh ra trường được cấp bằng y sĩ. Năm 1908, xảy ra phong trào nông dân chống thuế ở các tỉnh Trung Kì khiến người Pháp giáng cấp Y khoa Đông Dương thành trường Y khoa Hà Nội. Nha Học Chính Đông Dương đã phải thừa nhận: "Dưới chính quyền mới, một giai đoạn ngừng trệ đã tác động lên toàn bộ nền giáo dục nói chung - bị chụp mũ một cách đáng tiếc là tác giả thực sự của phong trào cách mạng 1908. Cái trạng thái tinh thần đáng buồn đó, hiện vẫn chưa hoàn toàn mất đi, đã làm chậm sự phát triển của trường mất 10 năm".

## Hậu quả thời Pháp thuộc

### Chính trị

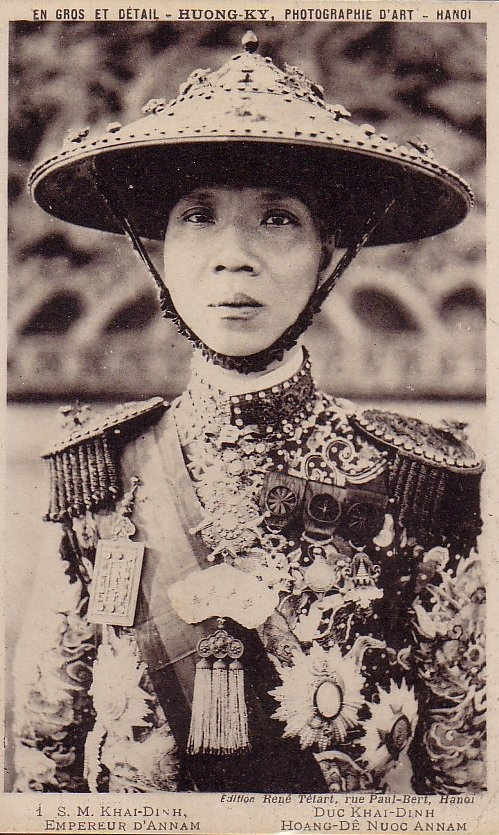
Vua Khải Định khi ở Pháp.

Việt Nam không còn là một quốc gia độc lập, trở thành chế độ quân chủ nửa thuộc địa, phải phụ thuộc vào Pháp. Bằng các hiệp ước ký với triều Nguyễn, Việt Nam bị người Pháp chia thành 3 Kỳ (Nam Kỳ, Trung Kỳ, Bắc Kỳ) với các chế độ chính trị, bộ máy hành chính và hệ thống luật pháp khác nhau. Do các ràng buộc trong những Hiệp ước đã ký với nhà Nguyễn, Pháp không xây dựng một hình thức nhà nước dân chủ tại Việt Nam mà nhà Nguyễn vẫn tồn tại với các thành viên hoàng gia, quý tộc, quan lại,... Người Pháp kiểm soát hoạt động của triều đình nhà Nguyễn thậm chí còn can thiệp vào việc bổ nhiệm nhân sự của nhà nước này. Nhà Nguyễn mất uy tín chính trị, vương quyền không còn là yếu tố đoàn kết quốc gia như các nước quân chủ khác trên thế giới. Người Pháp độc chiếm mọi quyền lực kinh tế - chính trị - quân sự tại Việt Nam. Họ chỉ chấp nhận cho người bản xứ tham gia vào bộ máy hành chính và nền chính trị ở mức độ tối thiểu và ban cho các chính quyền bản xứ một ít quyền lực hạn chế. Chế độ bảo hộ của Pháp đã biến người Việt thành những nhân viên hành chính cấp thấp chỉ biết thừa hành một cách thụ động, thiếu sáng tạo còn quyền lãnh đạo nằm trong tay người Pháp. Họ hạn chế các quyền tự do chính trị của dân bản xứ như tự do ngôn luận, tự do báo chí, tự do lập hội. Họ duy trì một hệ thống cảnh sát chính trị để kiểm soát dân chúng, lập ra nhiều nhà tù để giam cầm những người chống Pháp. Người Pháp làm ngơ trước mọi yêu cầu cải cách của người bản xứ. Những phong trào văn hóa, xã hội có mục tiêu nâng cao dân trí, cải cách xã hội của người Việt đều bị theo dõi và đàn áp.
Trong chính quyền thuộc địa, tri thức, tài năng, đạo đức không được xem trọng bằng sự trung thành và phục tùng đối với người Pháp. Thuật lãnh đạo không được truyền lại, khả năng lãnh đạo quốc gia của người Việt bị thui chột, đạo đức và năng lực của giới công chức nhà nước người Việt suy đồi. Người Pháp không có ý định trao trả độc lập cho người Việt nên họ không đào tạo một tầng lớp tinh hoa người Việt đủ sức lãnh đạo, quản trị quốc gia. Đa số người Việt thiếu trưởng thành về mặt chính trị do bị loại ra khỏi đời sống chính trị quốc gia cùng chính sách ngu dân của người Pháp. Nhà vua mất vai trò là người quyết định và giám sát tối cao mọi hoạt động nhà nước còn người Pháp không có những biện pháp hữu hiệu chống tệ quan liêu, tham nhũng, cường hào ác bá.
Người dân thuộc địa mất liên kết với nhà nước, bất mãn với cách cai trị của người Pháp và triều đình nhà Nguyễn. Chỉ một nhóm nhỏ quan chức tham nhũng trục lợi bằng cách phục vụ cho Pháp cảm thấy thỏa mãn còn đa số dân chúng thuộc mọi tầng lớp lẫn viên chức nhà nước người bản xứ đều bất mãn. Người Việt không thể hy vọng vào những cải cách của người Pháp cũng như không thể giành quyền tự trị bằng các biện pháp hợp pháp. Người Việt nhận thức rằng chế độ thuộc địa không thể cải cách mà chỉ có thể dùng bạo lực lật đổ. Họ không thấy một tương lai nào cho bản thân và đất nước ngoài việc làm cách mạng giành độc lập để mở ra con đường phát triển quốc gia. Chủ nghĩa dân tộc và tinh thần chống Pháp phát triển mạnh. Trong bối cảnh đó, những tư tưởng cách mạng du nhập từ phương Tây, được phổ biến rộng rãi thông qua sự truyền bá của chủ nghĩa cộng sản cũng như qua hệ thống giáo dục của người Pháp. Từ giữa thập niên 1920, xuất hiện các đảng phái chủ trương dùng bạo lực giành chính quyền hoạt động bí mật tại Việt Nam hoặc lưu vong ở nước ngoài.
Năm 1945, Nhật đầu hàng Đồng Minh tạo điều kiện cho các đảng phái bí mật công khai hoạt động, tuyển mộ đảng viên và thu hút quần chúng. Triều đình nhà Nguyễn cải tổ thành Đế quốc Việt Nam nhưng không đủ uy tín chính trị để thu hút quần chúng, không có lực lượng để duy trì an ninh. Sau Cách mạng tháng Tám các đảng phái non trẻ, thiếu kinh nghiệm hoạt động trong một nền dân chủ, thiếu kinh nghiệm trị quốc, bị chia rẽ vì những khác biệt ý thức hệ và bất đồng trong đường lối chính trị, cạnh tranh nhau giành quyền lãnh đạo quốc gia.
Với sự quay lại của thực dân Pháp năm 1945, xung đột Pháp - Việt và giữa người Việt với nhau bùng phát ngay khi Việt Nam vừa giành độc lập kéo dài cho đến tận năm 1975, sau đó lại tiếp tục là chiến tranh với Khmer Đỏ và Trung Quốc kéo dài tới năm 1988. Các cuộc chiến tranh liên tiếp kéo dài suốt 40 năm khiến hàng triệu người chết, khiến Việt Nam bị tàn phá nặng nề về mọi mặt, gây chia rẽ sâu sắc trong nội bộ người Việt và dẫn đến sự ra đi của hơn một triệu người trong đó nhiều người thuộc giới trí thức. Sự chia rẽ của người Việt; tình trạng đạo đức xã hội và truyền thống văn hóa bị tan rã; tâm lý sính ngoại, vọng ngoại, ỷ ngoại và bài ngoại phổ biến; bộ máy nhà nước có năng lực hạn chế, quốc gia thiếu những người lãnh đạo tài năng và những chính trị gia có tầm nhìn; dân chúng thiếu trưởng thành về mặt chính trị; cùng nỗi ám ảnh quá khứ thuộc địa còn kéo dài đến tận ngày nay.

### Văn hóa và giáo dục

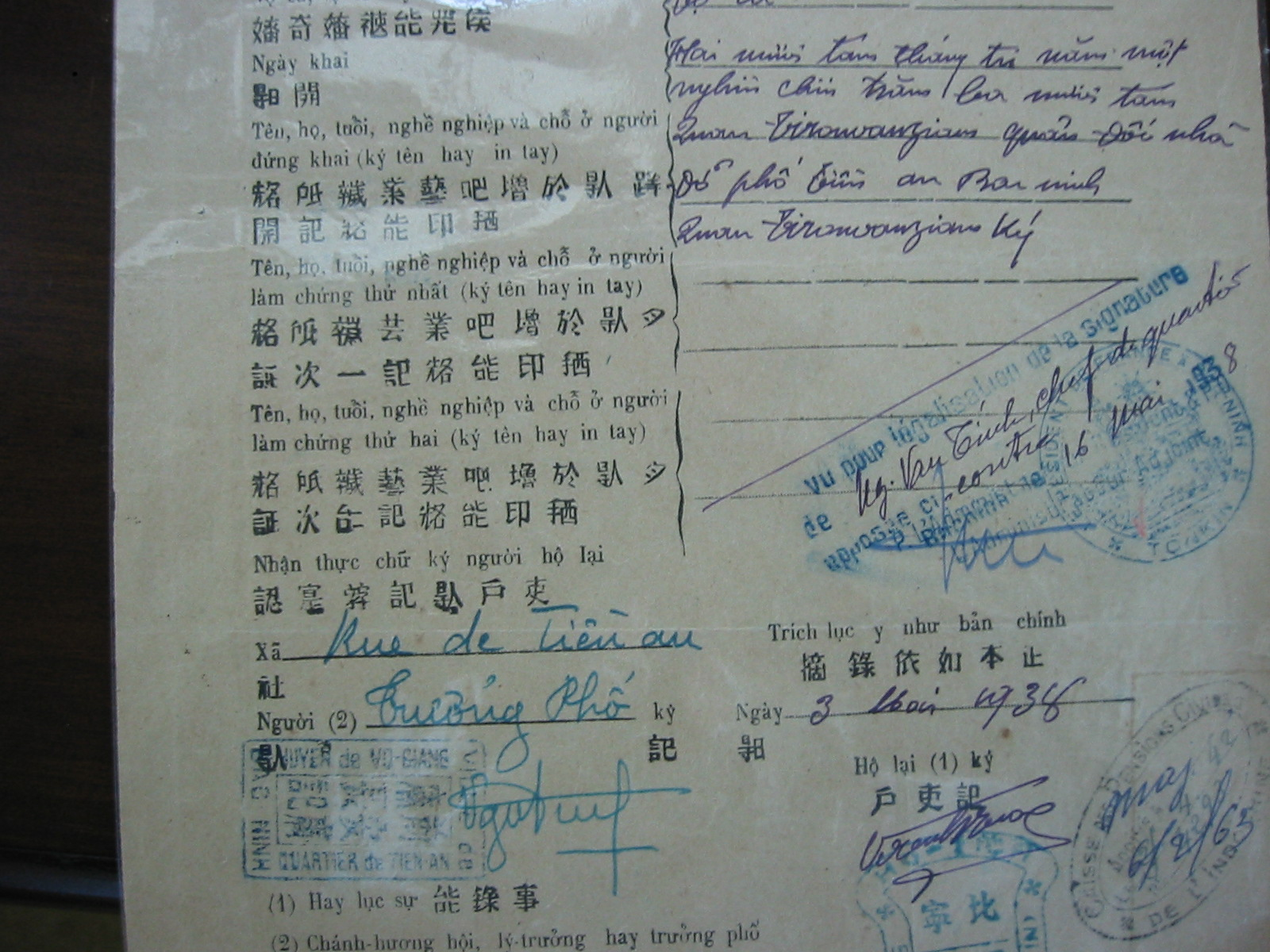
Giấy khai sinh của tỉnh Bắc Ninh thời Pháp thuộc tại Bắc Kỳ năm 1938 có 4 dạng chữ: chữ Quốc ngữ, chữ Nôm, chữ Nho, và chữ Pháp

Tiếng Việt - ngôn ngữ mẹ đẻ của người Việt cũng bị tác động lớn, quan trọng nhất là việc chữ Hán và chữ Nôm đã được người Việt sử dụng hàng trăm năm và là văn tự phổ biến của tiếng Việt lúc đó, bị những người Pháp đứng đầu chính quyền thuộc địa ra các nghị định để hạn chế nhằm bảo hộ chữ Quốc ngữ (chữ Latinh) thành văn tự chủ yếu cho tiếng Việt, với mục đích đồng văn tự với tiếng Pháp, giúp phổ biến tiếng Pháp và văn hóa Pháp (một điều đương nhiên, kẻ đô hộ không bao giờ có chuyện học ngôn ngữ và văn hóa của kẻ bị đô hộ, mà phải ép kẻ bị đô hộ tiếp nhận lấy chữ, tiếng và văn hóa của kẻ đô hộ với mục đích đồng hóa). Quyết định của triều Nguyễn dưới sức ép của chính quyền thuộc địa là hủy bỏ toàn phần phép khoa cử có từ thời nhà Lý từ năm 1918 khiến chữ Hán không còn là văn tự học thuật chính thống. Việc sử dụng chữ Quốc ngữ làm văn tự chính thức bên cạnh hạn chế chữ Hán và chữ Nôm tạo điều kiện cho văn học, báo chí viết bằng chữ Quốc ngữ phát triển, việc truyền bá tri thức và văn hóa phương Tây trở nên dễ dàng hơn. Vì chữ Quốc ngữ chữ tượng thanh, việc học chữ chỉ đi kèm học âm đọc nên học chữ Quốc ngữ dễ học hơn chữ Hán, do vậy có thể dùng chữ Quốc ngữ xóa mù chữ nhanh chóng, biết đọc biết viết là đủ. Tuy nhiên, chữ Hán và chữ Nôm là chữ biểu nghĩa, việc học chữ đi kèm học cả ý nghĩa của chữ, nó giúp người dùng tiếng Việt phân biệt đồng âm khác nghĩa thì lại bị hạn chế, dẫn đến ngày nay người Việt thường dùng sai từ và hiểu nhầm nghĩa của từ (đặc biệt là hiều nhầm ý nghĩa của tên người và tên địa danh Việt Nam). Đồng thời, việc chữ Hán từ địa vị là văn tự học thuật chính thống trở thành một văn tự không quan trọng khiến đa số người Việt không còn khả năng đọc hiểu các tài liệu chữ Hán cũng như chữ Nôm của tiền nhân. Hậu quả là người Việt bị tách ra xa khỏi di sản văn học, sử học, khoa học, tư tưởng của dân tộc viết bằng chữ Hán và chữ Nôm tích lũy được trong hơn 10 thế kỷ, rất khó để hầu hết người Việt hiện có thể tự đọc lại và hiểu về chúng. Thậm chí nhiều người Việt hiện nay còn không tin là người Việt xưa cũng nói tiếng Việt, chỉ vì chữ viết khi đó là chữ Hán nên lại hiểu nhầm người Việt xưa nói tiếng Trung. Điều này rất nguy hiểm vì nếu không giải thích rõ ràng tiếng Việt cũng có thể viết bằng chữ Hán và chữ Nôm, những di sản của Việt Nam được viết bằng chữ Hán và chữ Nôm bởi chính người Việt Nam sẽ rất dễ bị hiểu nhầm là di sản của Trung Quốc. Việc thay đổi nội dung giáo dục, bãi bỏ phép khoa cử truyền thống lấy Nho giáo làm trọng tâm khiến Nho giáo mất dần ảnh hưởng lên đời sống xã hội và chìm vào quên lãng. Điều này khiến xã hội tan rã do không được định hướng bởi một hệ thống giá trị chung, không còn tín hiệu tập hợp; đạo đức xã hội suy đồi và các giá trị văn hóa truyền thống bị thui chột.
Tiếng Pháp trở thành ngôn ngữ chính thức trong hệ thống giáo dục và trong hoạt động hành chính. Những từ ngữ gốc Pháp dần len lỏi vào trong tiếng Việt. Các tư tưởng phương Tây như tự do, dân chủ, nhân quyền, chủ nghĩa dân tộc, chủ nghĩa xã hội, chủ nghĩa cộng sản... thông qua sách báo và hệ thống giáo dục thuộc địa được phổ biến.
Hệ thống giáo dục phát triển không tương xứng với những hứa hẹn của người Pháp "khai hóa văn minh" dân thuộc địa mà đến hiện tại nhiều người Việt vẫn còn mù quáng tin tưởng. Chính vì thế, cái mà người Việt thừa hưởng từ người Pháp sau khi Việt Nam giành được độc lập chỉ là những mảnh vụn văn hóa và lịch sử; tỷ lệ mù chữ lên đến 95% dân số, hệ thống kiến thức Tây học kém cỏi, thiếu chiều sâu theo như Ngô Đức Kế đã nói "Âu học vẫn chưa vin được ngọn ngành mà Hán học đã đứt cả cội rễ" cùng với nền tảng đạo đức xã hội suy đồi. Ngày 3 tháng 9 năm 1945, trong phiên họp đầu tiên của Chính phủ, Chủ tịch Hồ Chí Minh đã nêu ra nhiệm vụ cấp bách nhất, thiết thực nhất phải giải quyết là "nạn dốt" và chỉ rõ: "Nạn dốt là một trong những phương pháp độc ác mà bọn thực dân dùng để cai trị chúng ta... Một dân tộc dốt là một dân tộc yếu. Vì vậy tôi đề nghị mở một chiến dịch để chống nạn mù chữ".

### Kinh tế

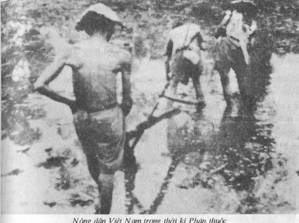
Nông dân Việt Nam thời Pháp thuộc.

Trong những biến đổi xã hội vì sự xâm nhập của người Pháp là nhiều mặt hàng mới, trong đó có nhiều thực vật được đưa vào Việt Nam từ châu Âu, châu Mỹ, châu Phi và cả những nước châu Á lân cận góp nguồn. Đồn điền cây cà phê (xuất phát từ châu Phi), cây cao su (từ Nam Mỹ) được quy hoạch và phát triển, biến đổi hẳn bộ mặt đất nước, đưa dân lên miền núi khai thác và định cư. Ở miền xuôi thì trái cây nhiệt đới như chôm chôm, măng cụt cũng được trồng, lấy giống từ Mã Lai, Nam Dương. Ngoài ra nhiều loại rau như khoai tây, súp lơ, xu hào, cà rốt, tỏi tây nhập cảng từ Pháp được trồng quy mô kể từ năm 1900. Nhiều món ăn mới cũng theo chân người Pháp ra mắt ở Việt Nam như bánh mì, bơ, pho mát, cà phê rồi trở thành quen thuộc. Người Pháp không xây dựng nền tảng công nghiệp tại Việt Nam, trong khi Nhật Bản đã xây dựng khá nhiều cơ sở công nghiệp tại các thuộc địa của họ như Triều Tiên, Mãn Châu. Nền kinh tế Việt Nam vẫn chủ yếu dựa vào nông nghiệp với phương thức sản xuất không thay đổi trong hàng ngàn năm. Quan hệ sản xuất tại nông thôn vẫn là quan hệ địa chủ – tá điền như thời Trung cổ, còn tại thành thị, chủ nghĩa tư bản chỉ mới manh nha xuất hiện. Nhìn tổng thể nền kinh tế Việt Nam vẫn đang trong tình trạng tiền tư bản, bán Trung cổ.
Sau khi độc lập khỏi Pháp, Việt Nam thiếu nền tảng kinh tế – kỹ thuật, thiếu lực lượng lao động có kỹ năng, thiếu chuyên gia, thiếu nhà quản lý, thiếu doanh nhân, thiếu truyền thống và văn hóa kinh doanh để có thể phát triển kinh tế. Những thiếu sót này kéo dài đến tận ngày nay, ảnh hưởng xấu đến sự phát triển của nền kinh tế Việt Nam. So với các thuộc địa của Nhật Bản hoặc một số nước thực dân khác, thực dân Pháp ở Đông Dương đã để lại cho thuộc địa một trạng thái mong manh yếu ớt, hầu như không có khả năng tự tái thiết trước và sau khi giành độc lập năm 1954. Chủ nghĩa thực dân Pháp ở Việt Nam đã đi theo mô hình phương Tây điển hình, thể hiện ở chỗ nó kiếm lợi nhuận chủ yếu qua việc bóc lột tài nguyên thuộc địa. Do khả năng sinh lợi của các nguồn tài nguyên như vậy chủ yếu dựa vào sự chênh lệch giá, nên Pháp không cần thành lập một bộ máy hành chính thuộc địa phát triển nhằm tăng năng suất, cũng không cần thực hiện công nghiệp hóa ở quy mô lớn. Số lượng công chức, chuyên gia mà Pháp đưa sang Việt Nam ít hơn 15 lần so với số lượng mà Đế quốc Nhật Bản đưa sang thuộc địa Triều Tiên trong cùng thời kỳ. Do quy mô nền công nghiệp của thực dân Pháp ở Việt Nam quá nhỏ, sự phụ thuộc quá nhiều vào xuất khẩu nông nghiệp, việc thiếu năng lực thể chế có nghĩa là Việt Nam không có nền tảng để phát triển sau khi giành độc lập. Bởi những nguyên nhân này, ngay cả khoản viện trợ cực lớn (115 tỷ USD tính theo thời giá 2016) mà Mỹ đổ vào miền Nam Việt Nam (từ năm 1954 tới 1975) cũng không thể được sử dụng một cách hiệu quả. Cho đến tận ngày nay những nhược điểm này vẫn tồn tại. Việt Nam vẫn là một quốc gia xuất khẩu nông sản và tài nguyên, năng lực thể chế yếu khiến Việt Nam không thể sử dụng có hiệu quả các nguồn lực của mình.

## Đánh giá

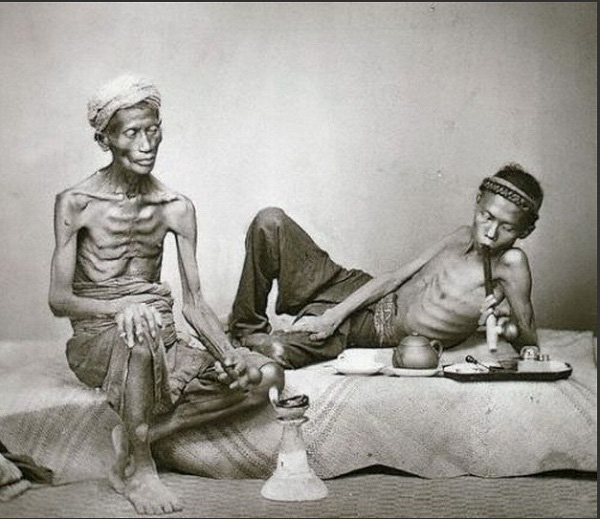
Người nghiện thuốc phiện.

Hồ Chí Minh đánh giá về thời kỳ Pháp thuộc: "Sau 80 năm bị thực dân Pháp giày vò, nước Việt Nam ta cái gì cũng kém cỏi, chỉ có lòng sốt sắng của dân là rất cao." Trong Tuyên ngôn độc lập nước Việt Nam Dân chủ Cộng hòa, ông nói rõ:
| “ | Thế mà hơn 80 năm nay, bọn thực dân Pháp lợi dụng lá cờ tự do, bình đẳng, bác ái, đến cướp đất nước ta, áp bức đồng bào ta. Hành động của chúng trái hẳn với nhân đạo và chính nghĩa. Về chính trị, chúng tuyệt đối không cho nhân dân ta một chút tự do dân chủ nào. Chúng thi hành những luật pháp dã man. Chúng lập ba chế độ khác nhau ở Trung, Nam, Bắc để ngăn cản việc thống nhất nước nhà của ta, để ngăn cản dân tộc ta đoàn kết. Chúng lập ra nhà tù nhiều hơn trường học. Chúng thẳng tay chém giết những người yêu nước thương nòi của ta. Chúng tắm các cuộc khởi nghĩa của ta trong những bể máu. Chúng ràng buộc dư luận, thi hành chính sách ngu dân. Chúng dùng thuốc phiện, rượu cồn để làm cho nòi giống ta suy nhược. Về kinh tế, chúng bóc lột dân ta đến xương tủy, khiến cho dân ta nghèo nàn, thiếu thốn, nước ta xơ xác, tiêu điều. Chúng cướp không ruộng đất, hầm mỏ, nguyên liệu. Chúng giữ độc quyền in giấy bạc, xuất cảng và nhập cảng. Chúng đặt ra hàng trăm thứ thuế vô lý, làm cho dân ta, nhất là dân cày và dân buôn trở nên bần cùng. Chúng không cho các nhà tư sản ta ngóc đầu lên. Chúng bóc lột công nhân ta một cách vô cùng tàn nhẫn. | ” |

Trong tác phẩm Chính đề Việt Nam, Ngô Đình Nhu nhận xét về thời kỳ Pháp thuộc:
| “ | ... tám mươi năm thống trị của người Pháp đã để lại cho chúng ta một di sản mà ngày nay chúng ta còn phải mang những hậu quả rất là tai hại. Chỉ cần nhắc lại ba gánh nặng nhất mà thời kỳ Pháp thuộc đã lưu lại cho chúng ta. Trước hết là một công cuộc Tây phương hóa bắt buộc đối với chúng ta. Bắt buộc, bới vì chúng ta đã không có ý Tây phương hóa, nhưng vì sinh lực mạnh bạo của một nền văn minh đã chiến thắng văn minh chúng ta, làm cho chúng ta mất tin tưởng vào các giá trị tiêu chuẩn cũ, và miễn cưỡng thâu thập nền văn minh mới. Kẻ thống trị không có quyền lợi gì để biết đến sự Tây phương hóa của lớp người bị trị. Vận mạng của chúng ta lại không phải do chúng ta nắm. Vì vậy mà công cuộc Tây phương hóa, mà chúng ta đã phải chịu nhận từ một thế kỷ nay, là một công cuộc Tây phương hóa bắt buộc, không mục đích, không được hướng dẫn. Dân chúng bị lôi cuốn vào một phong trào Tây phương hóa, mà không hiểu Tây phương hóa để làm gì, Tây phương hóa đến mức nào là đủ, và Tây phương hóa làm sao là đúng. Tình trạng đó đã dẫn dắt đến sự tan rã của xã hội chúng ta. Các giá trị tiêu chuẩn cũ đã mất hết hiệu lực đối với tập thể mà giá trị tiêu chuẩn mới thì không có. Do đó, tín hiệu tập hợp các phần tử trong xã hội đã mất. Đó là một điều vô cùng bất hạnh cho dân tộc trong giai đoạn này, vì chính lúc này là lúc mà chúng ta cần phải thực hiện công cuộc phát triển dân tộc bằng cách Tây phương hóa. Một công cuộc như vậy đòi hỏi, như chúng ta đã biết, nhiều nỗ lực liên tục của toàn dân và nhiều hy sinh lớn lao của mọi người. Vì vậy cho nên, sự có một tín hiệu tập hợp vô cùng cần thiết, để toàn dân trông vào và tin tưởng, mới có đủ nghị lực mà cung cấp cố gắng trong một hoàn cảnh khổ hạnh. Và chính vào một thời kỳ như vậy chúng ta lại mất các tín hiệu tập hợp. ... Gánh nặng thứ ba, mà thời kỳ thống trị của đế quốc đã để lại cho chúng ta, là sự gián đoạn trong vấn đề lãnh đạo quốc gia. Chúng ta đã thấy rằng chúng ta lâm vào một sự gián đoạn đến một trình độ trầm trọng nhất. Sự chuyển quyền không thể thực hiện được giữa lớp người trước và lớp người sau. Bí mật quốc gia và bí mật lãnh đạo đều bị mất. Thuật lãnh đạo không truyền lại được. Người lãnh đạo không có đủ di sản, dĩ vãng không bảo tồn được, văn khố thất lạc và bị cướp bóc. ... Thêm vào các gánh nặng trên đây, mà đế quốc đã lưu lại cho chúng ta, sự thiếu người lãnh đạo trong các ngành, như chúng ta đã biết, là một trở lực to tát cho công cuộc phát triển đang đợi chờ chúng ta. | ” |